# LSD (薬物)
リゼルグ酸ジエチルアミドまたはリゼルギン酸ジエチルアミド（英: lysergic acid diethylamide）は、非常に強烈な作用を有する半合成の幻覚剤である。ドイツ語「Lysergsäurediethylamid」の略称でLSD（エルエスディー）として広く知られている。
開発時のリゼルグ酸誘導体の系列における25番目の物質であったことからLSD-25とも略される。また、アシッド、エル、ドッツ、パープルヘイズ、ブルーヘブンなど様々な俗称がある。
LSDは化学合成されて作られるが、麦角菌やソライロアサガオ、ハワイアン・ベービー・ウッドローズ等に含まれる麦角アルカロイドからも誘導される。
純粋な形態では透明な結晶 であるが、液体の形で製造することも可能であり、これを様々なものに垂らして使うことができるため、形状は水溶液を染みこませた紙片、錠剤、カプセル、ゼラチン等様々である。
日本では1970年頃から密輸を容易にするため紙にLSDをスポットしたペーパー・アシッドが出回り始め、LSDの代名詞となった。
LSDは無臭（人間の場合）、無色、無味で極めて微量で効果を持ち、その効用は摂取量だけでなく、摂取経験や、精神状態、周囲の環境により大きく変化する（セッティングと呼ばれる）。一般にLSDは感覚や感情、記憶、時間が拡張、変化する体験を引き起こし、効能は摂取量や耐性によって、6時間から14時間ほど続く。
日本では1970年に麻薬に指定された。

## 構造

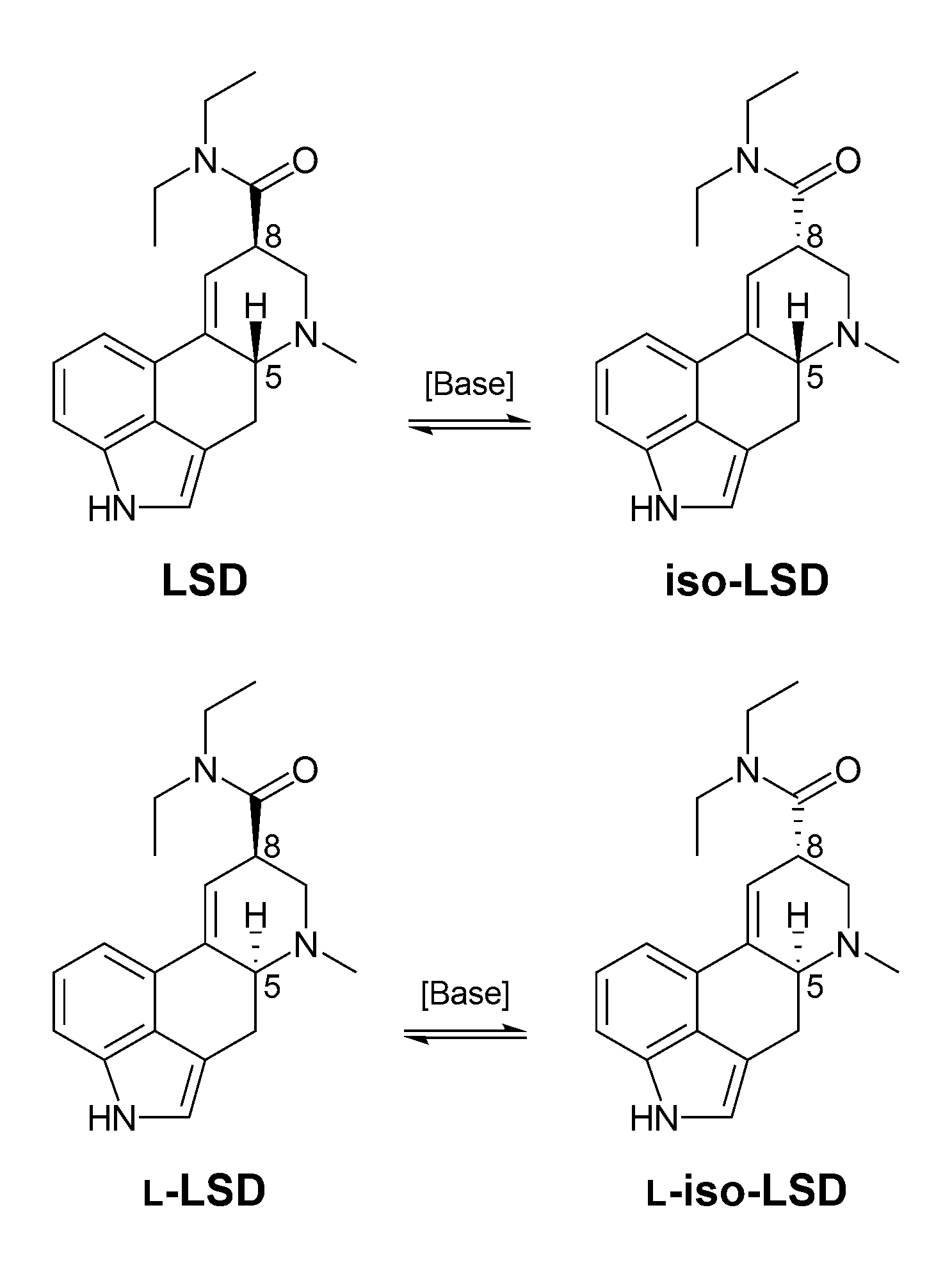
LSDの立体異性体

LSDはインドール核を有し、セロトニン、ノルアドレナリン、ドーパミンによく似た構造を持つ。そのためLSDはセロトニン受容体に結合し、5-HT2のアンタゴニストとして、5-HT1Aと5-HT1Cのアゴニストとして働き、セロトニンの作用を阻害するために幻覚が起こると考えられている。逆にLSDの服用後にセロトニンを服用することで幻覚の発現を抑えることができる。ただし、2-ブロモ-LSDはLSDよりもセロトニンに拮抗するものの、かなり大量に投与してもサイケデリック効果は生じないため、確定的な説とは言えない。
LSDには立体異性体が存在し、それぞれd-LSD (d-lysergic acid diethylamide)、l-LSD (l-lysergic acid diethylamide)、d-イソ-LSD (d-iso-lysergic acid dithylamide)、l-イソ-LSD (l-iso-lysergic acid dithylamide) がある。普通にLSDというときは右旋性のd-LSDを指し、他のものは薬理学的に不活性である。また、LSDに似た働きをするリゼルグ酸アミドもいくつかあり、l-アセチル-LSD (ALD-52) はLSDの91%の効力を持ち、LSDの代用品としてしばしば売られる。l-メチル-LSD (MLD-41) もLSDの36%の効力を持っている。
LSD分子は非常に脆弱なことで知られている。ごく微量の塩素によっても破壊されてしまい、空気中の酸素等の影響を受けると、iso-LSDへと変化し、光に晒されたことで分解されてできる物質lumi-LSDは、LSDと区別が非常に難しい上に不活性である。
ブラックライトに当てると強く青白く発光するため、本物かどうかの検定に使用されると言われるが実際は染み込んだペーパーのインクに反応するだけで液体や結晶はブラックライトに反応しない。ブラックライトに反応するというのは俗説である。

## 変遷

### LSD誕生以前のリゼルグ酸化合物

#### 宗教的儀式における使用

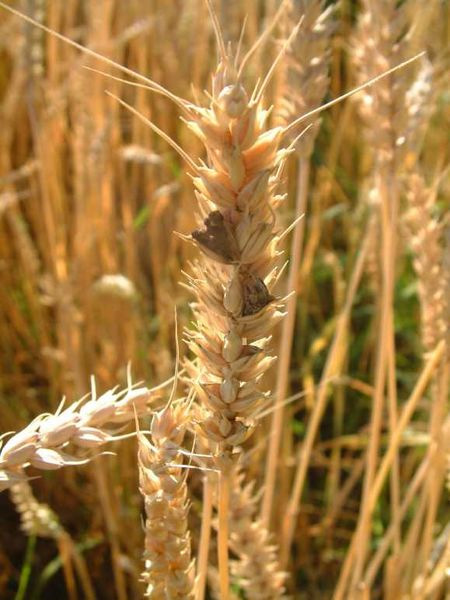
麦角

薬物が化学合成される以前、向精神物質 は世界のいたるところで宗教的儀式において使用され、崇拝の対象になり、その酩酊作用から神話や民話の題材になった。
北シベリアやオビ川、イェニセイ川流域に住む諸部族はイボテン酸を含むベニテングタケを神聖な物として崇め、シャーマン儀式に用いていた。
メキシコ北部ではメスカリンを含むペヨーテが、メキシコ南部ではリゼルグ酸アルカロイドが含まれるオロリウキ（バドーネグロ）等、アサガオとその近縁種は神聖の植物とされ、シャーマンに用いられていた。
特にLSDに関係あるものとして、古代ギリシアのアテネ郊外で西暦5世紀までの2000年間続けられたエレウシスの秘儀で使用されていた、情緒的作用を引き起こす飲み物キュケオンは、小麦、水、ミントから製造され、この小麦に麦角菌に由来するリゼルグ酸アルカロイドが含まれていたと考えられている。紀元前415年にアテナイのアルキビアデスが友人を楽しませるためにキュケオンを振舞ったとして罰金刑を受けた事実が確認されている。
また、15世紀から18世紀にかけてヨーロッパ各地で行われた魔女裁判について、裁判が行われた地域の多くが麦角の発生しやすいライ麦に依存していた地域であり、特に裁判数が増加した年の春と夏は湿度が高く、気温が低く麦角の生育に適した環境であったこと、魔術や覚醒によって引き起こされたとされる症状や体験が麦角中毒の症例に似ていること等から、魔女裁判が麦角中毒を原因として引き起こされたとする説がある。

#### 民間療法における使用

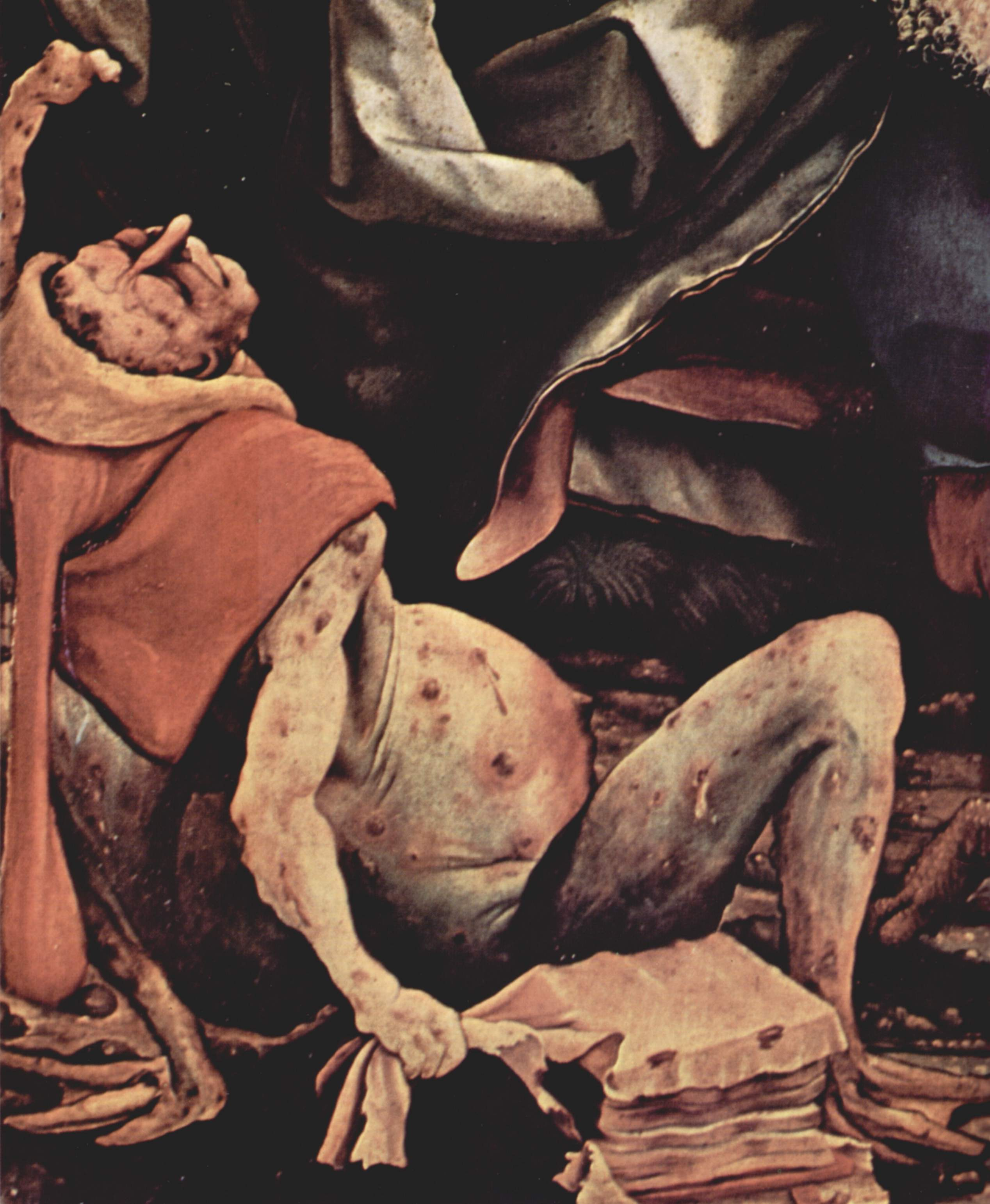
麦角中毒

イネ科、その他穀物に発生する麦角は麦角アルカロイドという物質を含み、麦角中毒を引き起こす。麦角中毒はヨーロッパではペスト、コレラとともに最も恐れられた病気の1つであった。麦角は主食である麦を侵し、流行するたびに数千人の死者が出た。
麦角中毒は筋肉のけいれんやけいれん性のひきつりが起こり、皮膚に水疱が生じ、麦角アルカロイド中のリゼルグ酸アルカロイドにより目眩や幻覚、てんかんのような発作を起こす。また、強烈な血管収縮作用により、四肢に焼けるような感覚（聖アントニウスの火と呼ばれた）が続いた後、手足が黒ずんで壊死する。
麦角の存在は紀元前より知られ、たびたび文献に記述が見られ、紀元前7世紀ごろのアッシリアの古文書にある「穀類に付着した有毒な小結節」という記述が記録に残された麦角の最初の例であるといわれる。当初、その毒性から恐れられていたが、やがてその血管収縮作用に着目し、各地で陣痛促進剤や分娩後の止血剤として用いられていた。

#### 化学の進歩と抽出
19世紀後半になると、麦角から有効成分を抽出する研究が盛んとなり、1907年にはG・バルガーとF・H・カールがエルゴトキシンを抽出するのに成功し、A・シュトルとE・ブルックハルトらがエルゴバシンを抽出した。その後、W・A・ジェイコブズとL・C・クレイグらはエルゴバシンの科学的分析を行い、麦角アルカロイドの基本的構造分子を分離しリゼルグ酸と名づけた。
1918年、A・シュトルが抽出したエルゴタミンは偏頭痛薬や産科での止血剤になっていた。1930年代頃にはイギリス、アメリカの化学界は麦角アルカロイドの研究が主要となっていた。

### LSDの誕生

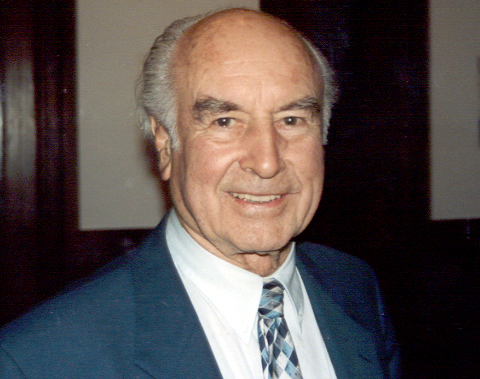
アルバート・ホフマン(1993)

LSDは1938年11月にスイスのバーゼルにあるA・Gサンド社（現・ノバルティス）の研究室でスイス人化学者アルバート・ホフマン（Albert Hofmann, 1906年1月11日 - 2008年4月29日）によって合成された。その幻覚剤としての発見は1943年4月16日になされ、これがLSD発見の日とされている。
当時、サンド社は薬用植物の有効成分を分離、もしくは植物から僅かしか得られない有効成分を化学合成する研究計画を始めていた。ホフマンは麦角アルカロイドについて研究班をつくらず単独で研究し始めた。ホフマンはまずリゼルグ酸とプロパノールアミンを結合させることによってエルゴバシンの合成に成功した。また、麦角アルカロイド精製物は血管の平滑筋系にも影響を与えることがわかった。とくに、脳の血管に与える影響は大きく、脳血管性頭痛・片頭痛に対する治療薬として「エルゴタミン」が開発された。また、子宮の平滑筋収縮、子宮止血剤として麦角アルカロイド精製物「メチルエルゴメトリン」(製品名メテルギン)も開発された。ホフマンはさらにリゼルグ酸化合物の研究を進め、1938年11月、リゼルグ酸誘導体の系列における25番目の物質、LSD-25を合成した。ホフマンはこの化合物を循環器及び呼吸促進の作用が得られると予測したが、エルゴバシンの70%の子宮収縮作用を示しただけで、動物実験では動物達が「落ち着かなくなる」程度の効果しか認められずその研究は中止された（ただし、虫よりもイヌやネコ、イヌやネコよりもサルというように高等な動物であるほど効果は大きかった）。
しかし、ホフマンは「奇妙な予感めいたもの」により、1943年に再びこの物質を取り扱うことにした。そして4月16日、LSDを結晶化している際に非結晶性のごく微量のLSD溶液が指先につき、LSDが指先の皮膚を通して吸収されることによって、ホフマン自身によりLSDの効果が確認された。ホフマンは眩暈を感じ、実験を中断せざるを得ない状態に陥ってしまった。そして実験を中断して帰宅した後も軽い眩暈に襲われていた。帰宅するなり横になっていたが、極めて刺激的な幻想に彩られていた。日光が異常に眩しく感じ、意識がぼんやりとし、異常な造形と強烈な色彩が万華鏡のようにたわむれるといった幻想的な世界が目の前に展開していた。その状態は2時間ほど続いた。これがLSDの幻覚作用発見の瞬間であった。
そしてホフマン博士は4月19日、再び（1度目は意図したものではなかったが）LSDを0.25 mg服用して自己実験を行った。
ホフマンは以前と同質かあるいはさらに変化に富んだ奥深いものを体験することができた。しかし、感覚の変化が深まるにつれて供述することが困難となり、自己実験の供述を記録していた女性助手に家に送ってくれるよう頼まざるを得なかった。自転車で送ってもらっている途中も、視野にある全ての像は揺れ動き、歪曲化され、自転車が一向に進んでいるように感じられなかった（後にこの日は「LSD自転車旅行の日 (Bicycle Day)」と呼ばれ、ホフマンは創始者としても有名になった）。
家に着いても症状は一向に治まらなかったため、助手に医者を呼んでもらっていたが、その間に隣に住んでいる婦人が牛乳を差し入れてくれた。空間が全て回転し、部屋の中のものや家具がグロテスクに変化し、まるで命を持っているかのように絶えず揺れ動き、隣の婦人も色の黒い醜い顔をした意地の悪そうな魔女に見えた。医者はホフマンがとてもしゃべれる状態ではなかったため、研究助手から実験のあらましを聞いていたが、瞳孔以外には異常は認められず、ホフマンをベッドまで運ぶとそばで観察しているだけだった。
やがてその感覚が消えると、ホフマンは感謝と幸福な気分が満ちてくるのを感じた。そして万華鏡のように幻想的な現象が起こり始めるのを見た。視界は環状と螺旋状が開いては閉じ、あたかも色彩の噴水のようであり、絶え間ない流れの中に新しい配列と交差が形作られ、戸の掛け金の音や自動車の音とともに視覚的世界が変容し、それぞれの音にふさわしい色と形で生き生きと変化に富んだ形象となった。ホフマンはそのまま疲れ果てて眠ってしまった。
翌朝、目が覚めたときはまだ疲労が残っていたが、快適な気分と新鮮な生命力がホフマンを満たしていた。朝食はとりわけ美味しく、朝食後の散歩ではあらゆるものがきらきらと光り輝き、世界は再び創造されたかのようであった。LSDはバラエティに富みしかも刺激的な酩酊を生み出しながら、後に残ることなく、実験の後でホフマンが感じたのは肉体的、精神的爽快であった。
この後、ホフマンの報告書の提出を受け、薬理学部門の責任者と彼の2人の共同研究者によっても実験が行われ、効果が確かめられた。

### LSDの研究

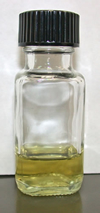
LSD溶液

1947年、チューリッヒ大学で統合失調症とボランティアの健康な被験者を対象にLSD投与実験の結果が「リゼルグ酸ジエチルアミド―麦角類から抽出された幻覚剤」という論文で報告された。投与量は0.02 mgから0.13 mgであったが、改めてLSDの効果が極めて大きいことが確認され、LSDが精神病の発病素因になる可能性や、そのことによってLSDを精神病の研究手段として利用できる可能性が指摘された。
その後、サンド社はヨーロッパやアメリカ（1949年に紹介）のいくつかの研究施設にサンプルを送るとともに、「デリシッド (Delysid)」という商標で研究機関や医療機関に試験用薬剤として販売された。日本では京都大学、金沢大学、大阪大学等の大学病院においてLSDの研究が始められた。

#### 医療分野における研究

##### LSD使用による精神療法
1950年代に入ると世界各地でLSDを使用したことによる強烈な体験を精神医療に利用しようとする研究が盛んになった。主なLSD療法として、サイコリティック (Psycholytic) 療法とサイケデリック (Psychedelic) 療法が挙げられる。
サイコリティック療法はヨーロッパで発達し、1960年代半ばにはヨーロッパ各地に18の治療センターが存在した。サイコリティック療法はLSDを比較的少量（多くても0.15 mg未満）を服用してセッションを行う。トリップによって神経症的な障害の無意識的な起源が明らかになるため、精神分析志向の精神療法の中で使用された。この療法は精神分析の理論で5時間のセッションを行い、患者はLSDの助けによって覚醒したまま自我の防衛を選択的に緩め、体験の追想や再体験、象徴的なサイコドラマを如実に思い出すことが可能で、そのヴィジョンを解釈していくことで無意識を探求する。この療法は主に不安神経症、強迫神経症、自閉症、性的問題や神経症的な抑鬱症、心身症的な症候群の患者に対して使用された。
1953年から1965年までにサイコリティック療法について書かれた42本の論文によれば、68%のケースが重症の慢性であった患者達にサイコリティック療法として平均4.5ヶ月、12.5回のセッションを行った。成功率は不安神経症の患者が70%、抑鬱反応の患者では62%、強迫神経症の患者が42%であり、平均2年後に行われた追跡調査によればこの内62%が治療直後よりもさらに良くなっていた。
サイケデリック療法は1953年にカナダのA・M・ハバードが開発したもので、主にアメリカで使用された。サイケデリック療法は1度のセッションでLSDを大量（0.2 mg以上）に服用し、世界が反転する圧倒的な体験により、治療効果を狙うものである。この療法は主に生き方の改善や、アルコール依存、犯罪者の更生に使用された。
1960年の報告でサイケデリック療法を受けた（セッションは延べ25000回）5000人の患者と被験者の内、HPPDは患者1000人あたり1.8人であったが実験被験者では0.8人であった。自殺率は患者が0.4人、実験被験者では0人であった。
1960年代と1970年代の6件の研究の遡及的分析によれば、LSD補助心理療法はアルコール依存症の治療としての可能性がある。

##### 末期患者への使用
末期患者にサイケデリック体験を提供する実験は1965年からアメリカのメリーランド州立スプリング・フィールド病院において行われ始めた。
LSD投与実験自体は末期患者の痛みを和らげようとする試みの中で行われた。エリック・カストとヴィンセント・J・コリンズは激痛を伴う癌と壊疽の患者に対して、LSDとハイドロモルフィネとメフェリダインの効果を比較した（モルヒネの平均的な消費は減らさなかった）。他の2つの数時間に対し、LSDは数日間苦痛を和らげることに成功した（ただし、LSDの効果はあまりに予測不可能なために鎮痛剤としては不適格である）。さらには緊張の軽減や抑鬱、死への恐怖という基準から見て、患者の3分の2を改善させ、投与を行った被験者達は互いに薬効と連帯感を共有した。LSD体験が残す宗教的、哲学的妄想が死をより耐えやすいものにすると考えられている。

##### 精神病との関係
LSDが発表された当初より、LSDによるサイケデリック体験と内因性精神病（特に急性の統合失調症）の類似性が指摘されていた。そのため、精神病のモデルとしての利用、もしくは精神病の原因を異常な脳と神経組織が発生させる物質によるものとする考えから、LSDは内因性精神病研究の可能性を秘めた物質として研究されていた。
しかし、1955年に行われた統合失調症の患者にLSDを与えた実験では、患者達はLSDによるサイケデリック体験と自分達の妄想と幻覚を見分けることができた上、慢性の患者には何の反応も見られなかった。
また、精神病の原因となる物質の研究も行き詰った状態であり、現在でも解明には至っていない。

#### 軍事分野における研究

##### 諜報活動における利用の研究
1940年代からOSS（CIAの前身）では敵のスパイや捕虜から機密事項を吐き出させることのできる自白剤の研究をしていた。アルコールやバルビツール、カフェイン、コカイン、マリファナ、メスカリン、ヘロイン等、様々な薬品を研究したが有用なものを見つけ出すことはできなかった。
1950年代に入り、ついにCIAはまだ当時あまり知られていなかったLSDを入手した。そして行われた最初の模擬尋問の実験は非常な好結果（被験者は機密の詳細を吐いてしまった上、トリップ終了後には機密を洩らしてしまったことを覚えていなかった）であったため、以降LSDは研究の中心となった。
しかし、研究はすぐに暗礁に乗り上げてしまった。LSD投与が引き起こす結果を予測するのは非常に難しく、ある時は無際限に情報を吐き出すが、LSDが引き起こす様々な体験をした被験者の内、猜疑心をつのらせたり、壮大な幻想を経験して尋問者に無限の力で対抗できると思い込んでしまった被験者からは何も聞き出すことができなかった。そして何よりも致命的だったのは、著しい不安や現実感の喪失により必ずしも正確な情報を引き出せないことであった。そのため尋問の際に自己投与することで正確な情報を引き出せないようにする「反自白剤」としての研究も始まることになった。
そして1953年4月13日から、当時のCIA長官アレン・ウェルシュ・ダレスの命により、当時の冷戦体制において、攻撃面での可能性を研究することにより、敵側の理論的潜在力を把握するとともに先制攻撃的防御体制を作り上るため、精神操作計画、MKウルトラ作戦が始動された。
MKウルトラ作戦はCIAの中のTSSによって運営された。この計画の様々な研究の中の、薬物による精神操作の研究として、当初はスタッフ内でLSD投与実験を行っていたが、LSDを投与されたことを前もって知ってしまっては本当に必要としている実験結果が得られないと考え、やがて他の部局の職員を対象とした抜き打ち投与実験を開始した。この実験が行われていく中で、投与実験の数週間後に迫害を受けていると妄想し自殺するフランク・オルスン博士のような犠牲者がでた。
そして研究の最終段階としてジョージ・ハンター・ホワイトにより、サンフランシスコとニューヨークにおいて、娼婦が何も知らない一般人を対象にLSDを投与するという実験が開始された。しかし1963年、CIA監察官ジョン・イアマンはMKウルトラ作戦の責任者リチャード・ヘルムスが当時のCIA長官ジョン・アレクサンダー・マコーンに計画の全容を知らせていなかったとして責任を追及、ホワイトが1966年に麻薬局を辞め、実験は中止されたと考えられる。

##### 陸上戦闘における利用の研究

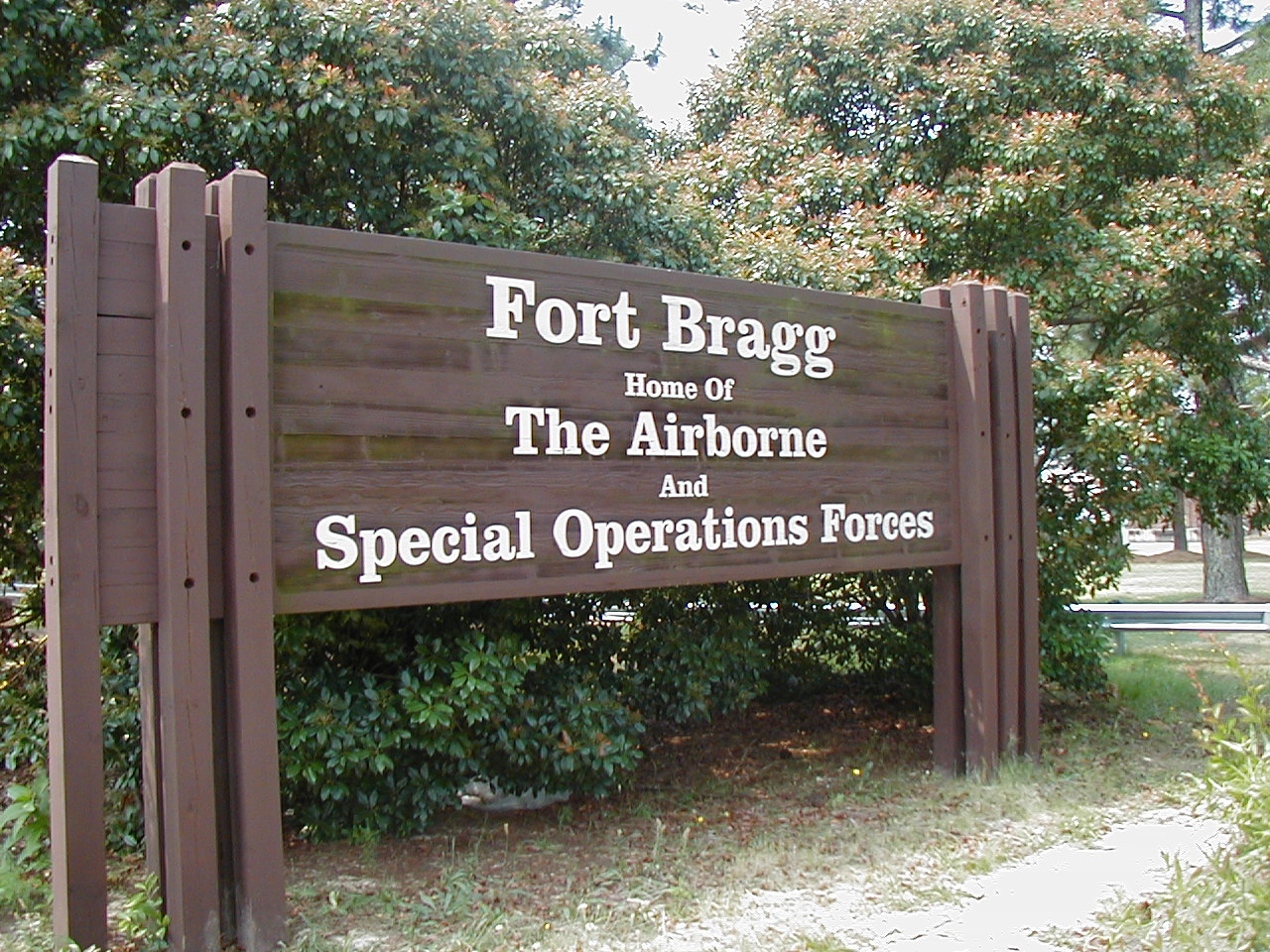
様々なLSD実験が行われた フォートブラッグ

冷戦期、対立する両大国が核兵器を持ってしまったことで核戦争の危機が生まれてしまった。その状況下でLSDは、軍用機で敵領土に侵入して一帯に散布するか、都市の水道に注入すれば敵の抵抗力を奪い、死傷者をほとんど出さないうえに都市の経済活動にもほとんど影響を与えない、とアメリカ陸軍に限定的局地戦闘の新たな方法として着目された。1959年5月、ウィリアム・クリーシー少尉は記者会見で「化学薬品により一時的に発狂させられるのと焼夷弾により生きたまま焼き殺されるのとどちらを選ぶのか」と精神操作化学兵器の開発に理解を求めている。
1950年代後半、ノースカロライナ州フォートブラッグで行われた実験では兵士はLSDを投与された状態で様々な実戦活動を行ったが、兵士は完全な活動不能から戦闘能力の著しい低下に至り、LSDの威力を見せ付ける結果となった。
しかし、LSDは噴霧状のものを吸い込むよりも体内に注入するほうがずっと効果的であり、大規模な戦闘でLSDを使用することができなかった。そのため、CIAのように尋問の道具としての研究が始まったが、1960年代前半にはLSD実験は行われなくなった。

#### その他の分野における研究
LSDは、動物への影響を調べるために動物に大量に投与する実験や創造性に与える影響を調べるために画家に服用させて絵を描かせる実験、魔界との交信実験等、医療分野や軍事分野以外でも様々な分野において研究された。
その中でもジョン・カニングハム・リリーによる、LSDを用いたイルカやクジラとの異種間コミュニケーション実験やアイソレーションタンクによる身体と精神の分離実験、それらのLSD実験によって得られた「生命体は複雑なコンピュータであり、LSDは再プログラミング物質として役に立つ」との説が特に有名である。
日本ではオウム真理教が「キリストのイニシエーション」と称して、信者に対しLSDの投与を行っていた。

### 酩酊薬としてのLSD
様々な分野で行われていたLSDの研究の多くは1950年代中にはピークをむかえ、1960年代に入ると代わって一般大衆の間に広がった。

#### フラワーパワージェネレーション

##### LSDカルチャーの出現

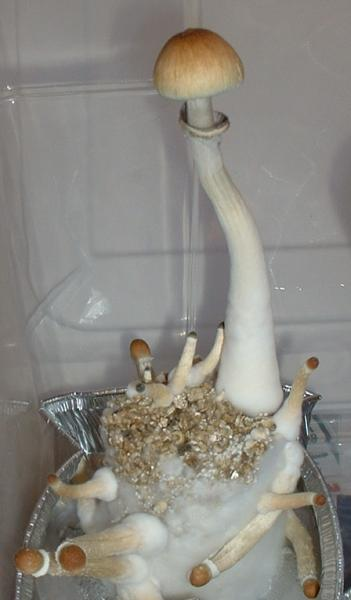
テオナナカトルの一種 PsilocybeCubensis

ティモシー・フランシス・リアリー（Timothy Francis Leary, 1920年10月22日 - 1996年5月31日）は、心理学者は被験者や生徒を一律で評価の定まった基準で調べるのではなく、実生活の中の人々を対象に微細に行動を観察しなければならない、と交流分析的な心理学の方法を提唱し、臨床心理学のホープとしてハーバード大学に迎えられた。
リアリーが1960年にメキシコ、クエルナバカにて休暇を過ごしていたところ、メキシコ大学の人類学者、ゲルハート・ブラウンがサンペドロで手に入れたテオナナカトルを持ってきて、そこで初めてトリップを経験した。トリップに衝撃を受けたリアリーは帰国後、ドラッグによる精神拡大（あくまでリアリーは幻覚剤を、精神拡大するのを助けるための道具、補助的手段として見ていた）の研究に取りかかった。
当初、リアリーはテオナナカトルの幻覚成分であるシロシビン（この幻覚成分はアルバート・ホフマンにより特定された）の錠剤を数百人の被験者（ハーヴァード大学の学生が多かった）に投与し、その後にマサチューセッツ州立コンコード刑務所において、まずはハーヴァード大学の心理学者と受刑者によるセッションを行い、次は受刑者がセッションに参加する受刑者を選んでセッションを行い、大学院の新入生には経験豊かな受刑者が指導をする、というプログラムを行い、この刑務所における再犯率を70%から10%まで低下させた。
そして1962年、マイケル・ホリングスヘッドはリアリーのもとにLSDを持って訪れ、リアリーはLSDトリップを体験することになった。
この後、リアリーはLSDを使った精神拡大の研究に取りかかり始め、学内や学外でLSDセッションを行った。しかし、LSDを無秩序に学生に使っているとの批判が学内から起き、1963年にリアリーとともに研究に取り組んでいたリチャード・アルパート（Richard Alpert, 1931年4月6日 -）が学生にLSDを与えたとして大学を追われ、すぐにリアリーも大学を追われることとなってしまった。
ニューヨークの社交界の有名人、ペギー・ヒッチコックはミルブルックに土地を買ったところであったが、リアリーのLSD研究に魅せられていたヒッチコックはそこのバンガローを研究所としてリアリーに提供した。リアリーはヘルマン・ヘッセのガラス玉演戯からカスタリア協会と名乗った。
オーガスタス・オーズリー・スタンリー3世（Augustus Owsley Stanley III, 1935年1月19日 - 2011年3月12日）はカリフォルニア大学バークレー校在校中、麻薬を嗜むうちにLSDを体験した。そして1965年、大学を中退するとバークレーバージニアストリート1647にLSD工場を設立した。そこが警察に踏み込まれると、次にロサンゼルスラフラーロード2205に移り、再びLSD工場を設立してベア・リサーチ・グループと名乗り、新ドラッグとしてLSDを大量に製造した（オーズリー製のLSDは品質保証された高級品として世界的に有名であった。ビートルズが口にしたLSDもオーズリー製だったと言われている）。また、オーズリーはグレイトフル・デッドもバックアップをしており、西海岸のサイケデリック文化やヒッピー文化の隆起は彼によるところが大きい。
このような経緯により、東海岸では研究的、瞑想的なコミューン、西海岸では陽気で快楽的なコミューンが形成されることになった。

##### フラワーパワージェネレーションの出現

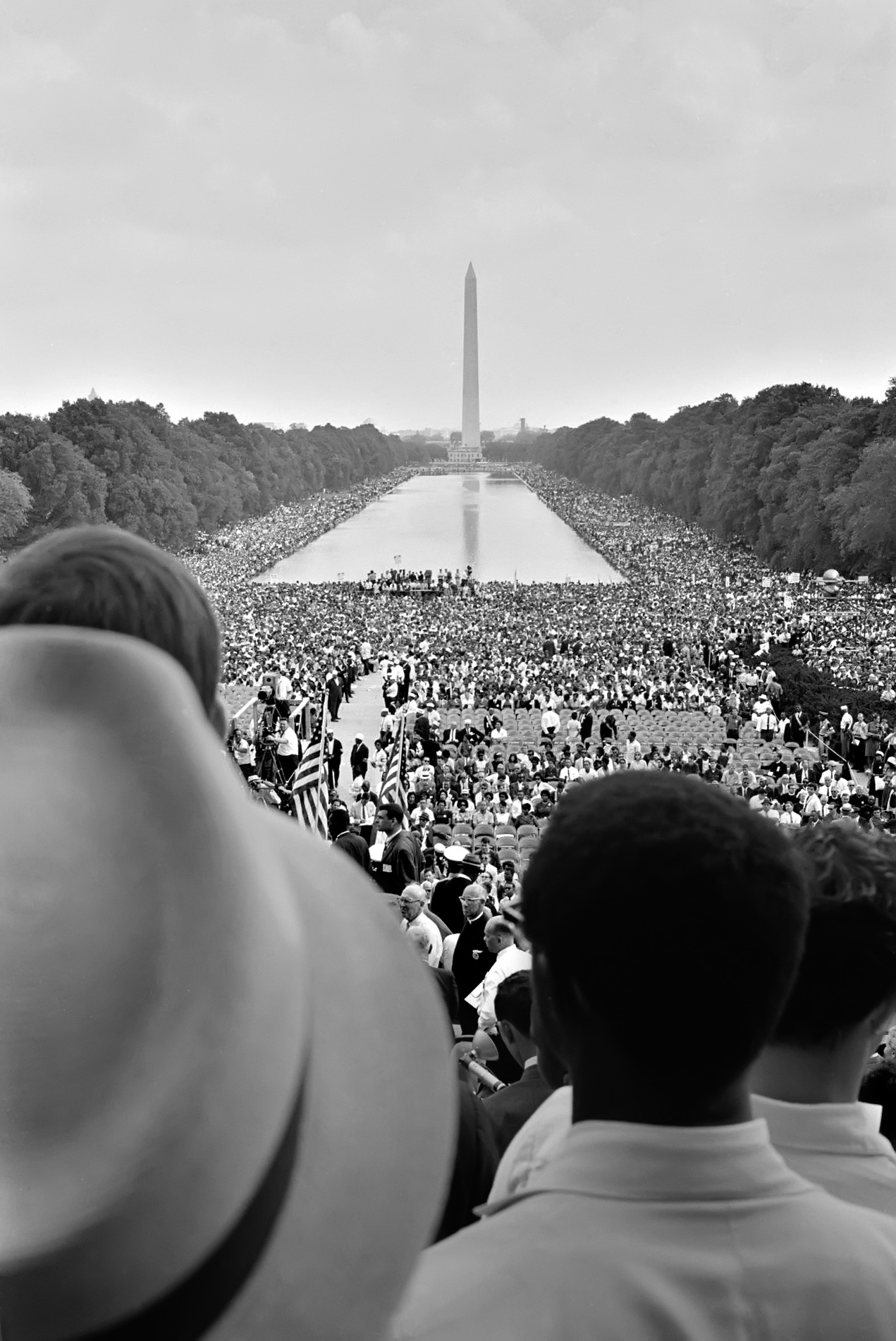
1963年8月28日に行われたワシントン大行進

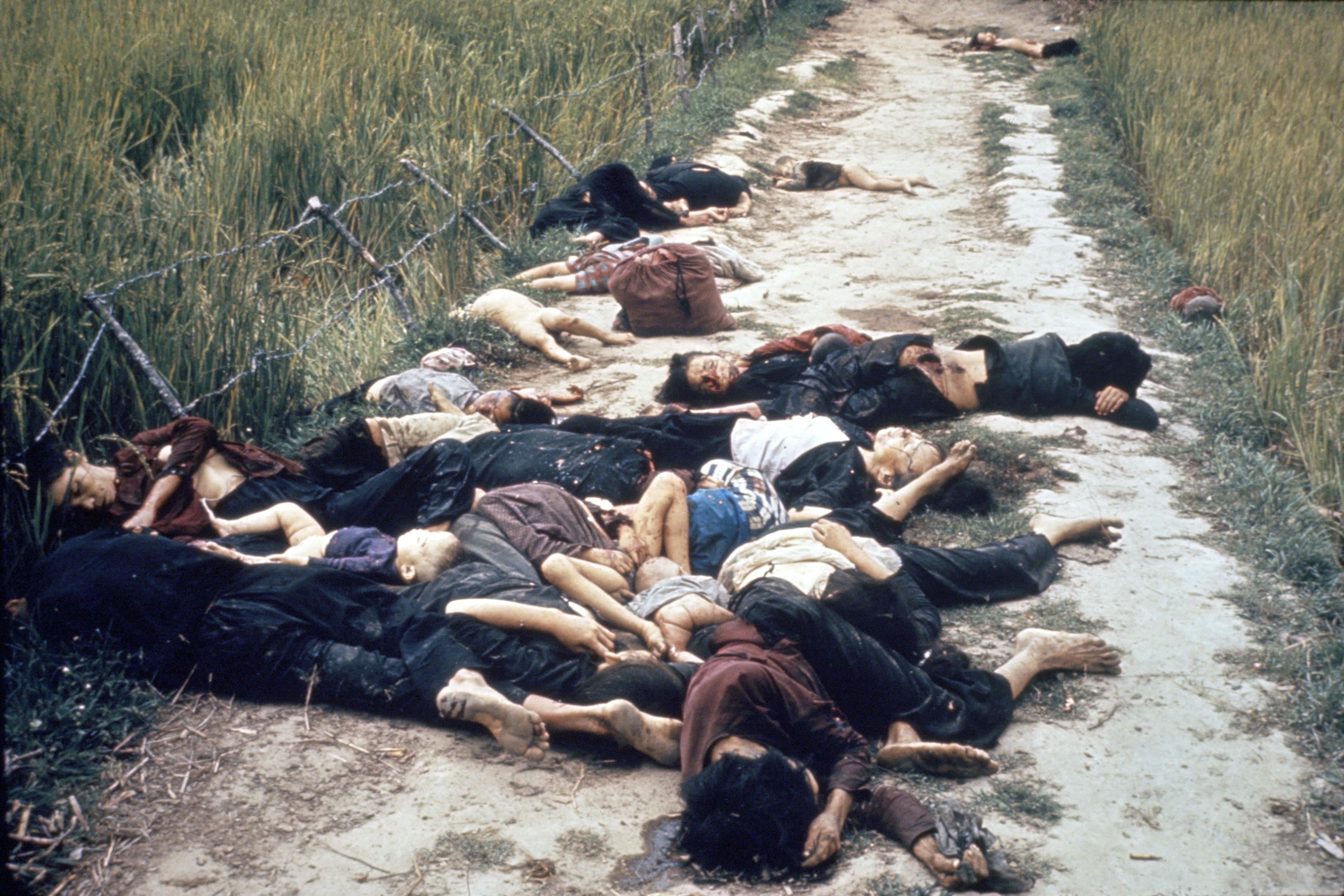
ソンミ村虐殺事件

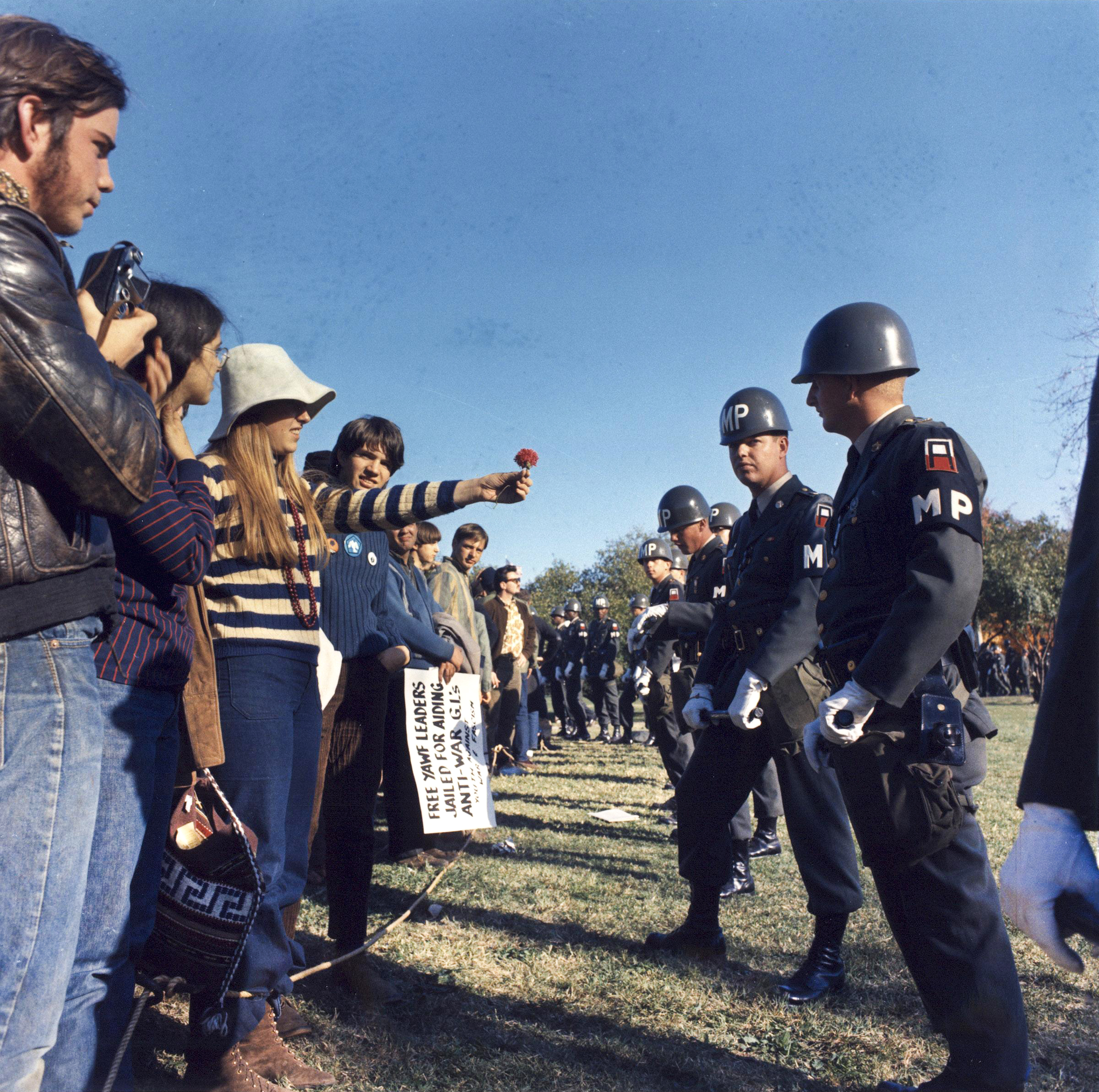
反戦運動を行うアメリカ市民

1960年代のアメリカでは市民運動が過熱した。
1950年代から黒人差別廃止を訴えた公民権運動、女性差別廃止を訴えた女性解放運動が高まっていた。
これに加え1960年代に入ると、1965年より始まったベトナム戦争に対しての反戦運動（テト攻勢中に起こった、南ベトナム警察庁長官グエン・ゴク・ロアンが報復のために路上で南ベトナム民族解放戦線の兵士を射殺した事件やソンミ村虐殺事件が報じられるとさらに強まることになった）やベトナム戦争が長期化したことによって起こったインフレーションによってさらに生活の苦しくなった貧困層からの生活改善や就職先を求める運動、そしてレイチェル・ルイーズ・カーソンが1962年に「沈黙の春」を刊行して先陣を切った環境保護運動（敵味方や兵士民間人関係なく甚大な被害をもたらした枯葉剤を製造したモンサントやザ・ダウ・ケミカル・カンパニーに対する抗議や訴訟等、これもベトナム戦争とは全くの無関係ではなかった）等、様々な市民運動が展開された。
これらを背景として、フラワーパワージェネレーション、ラヴジェネレーション、フラワーチルドレン等と呼ばれる人々が出現した。彼らは歌と愛と花を一つのものとし、武器を捨て、争いをやめ、花を持って生きようと呼びかけ、「Love and Peace（愛と平和《ただし、これを『性の解放』と『反戦』とする見方もある》）」を標語として掲げた。

##### ヘイト・アシュベリーとヒッピー

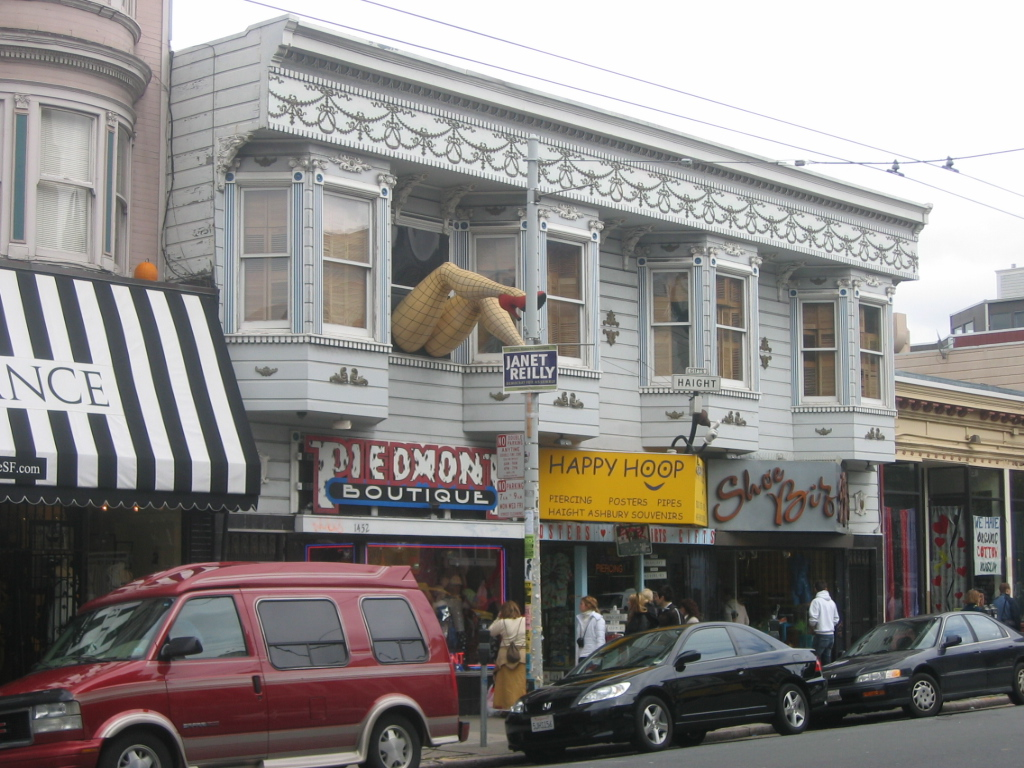
ヘイト・アシュベリー

アメリカカリフォルニア州サンフランシスコのヘイト・アシュベリー（ヘイト・ストリートとアシュベリー・ストリートの交差点を中心とした地区）はもともとヴィクトリア朝時代に上流階級の住宅地として発展した地区である。
しかし、1930年代に世界恐慌のために人が離れ始め、地価や家賃が下がり、労働者階級の人々が流れ込み始めた。
1950年代になるとサンフランシスコの再開発により追い出されたり、住んでいるところが観光地化して住みにくくなってしまったボヘミアンやビート達が主にノースビーチから移り住み始めた。彼らは借りた古いヴィクトリア朝の建物を鮮やかに彩色して住み、ペインテッドレディース（彩色された家）ムーブメントが起こった。
そして1960年代に入ると、フラワーパワージェネレーションのムーブメントに動かされた若者達も市内や全米各地からこの地区に移り住み始めた。この頃には近くのサンフランシスコ州立大学の学生も多く住んでいた。周りの地区の住民は、この地区に住む若者達を、長髪で、髭をはやし、だらしない格好をしたおかしい奴、はずれた奴と見なし、「ヒップ（尻）のように汚い奴ら」という意味を込め、「ヒッピー」と呼び始めた。後に既成の制度、慣習、価値観念に縛られることに反抗したヒッピーは大きなムーブメントとなり、世界中に広まることになる（日本ではフーテンやみゆき族等の現象を生んだ）。

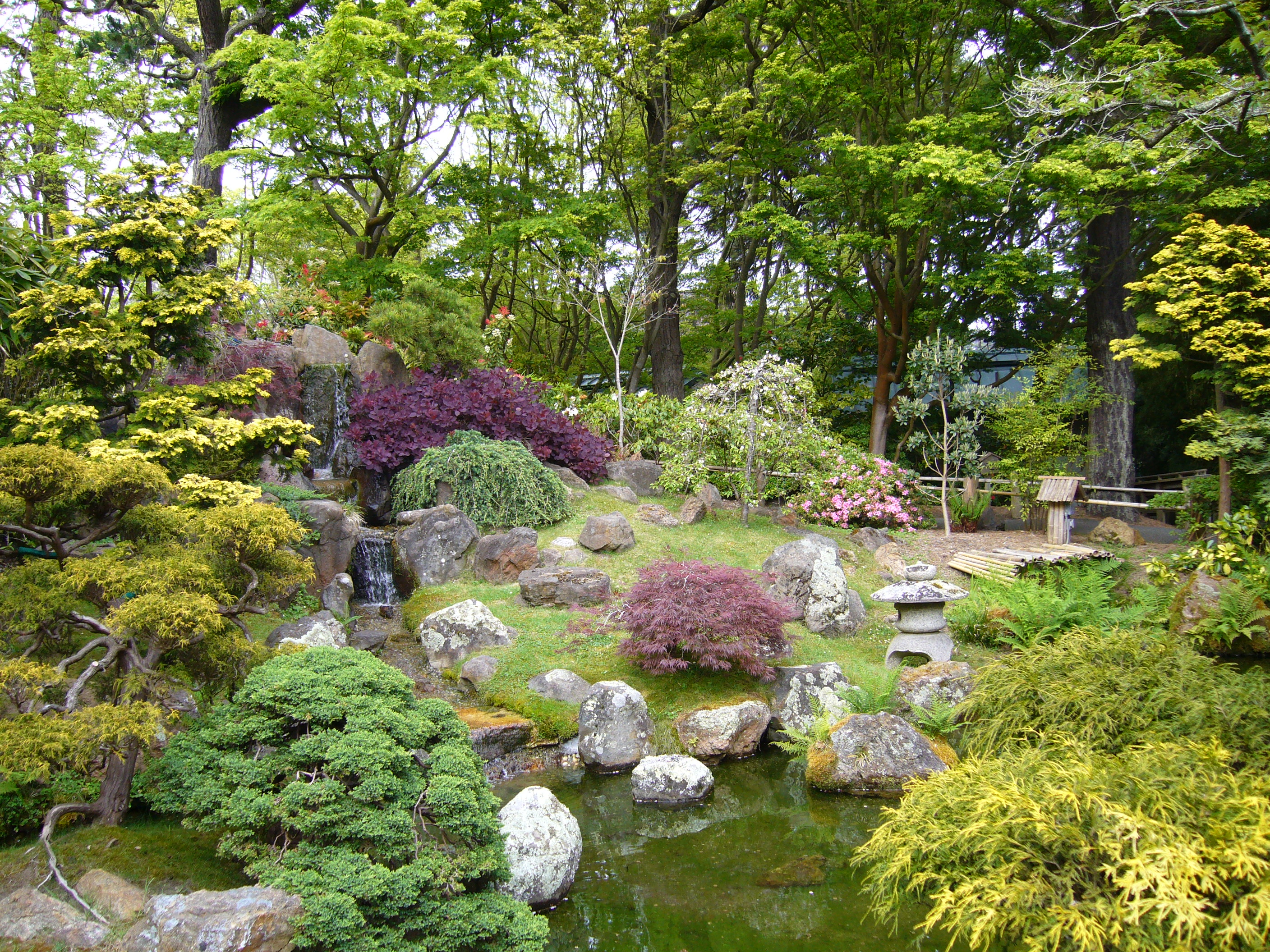
ゴールデンゲートパーク内にある日本庭園

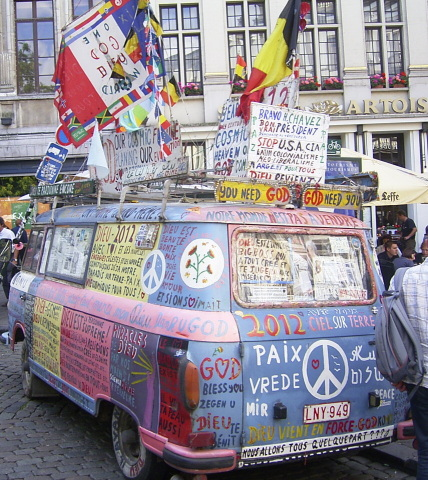
フラワーパワーバス

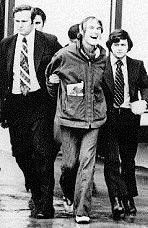
DEA捜査官に連行される ティモシー・フランシス・リアリー

ヒッピー達はアメリカの生活に深く浸透しているキリスト教的価値観に反発し、それとは反対である（とヒッピー達は考えていた）東洋趣味、神秘主義へと行き着いた。そのようなヒッピー達にとって禅や瞑想は自分達のニーズに合致するものであった。ゴールデンゲートパーク内には日本庭園（ジャパニーズ・ティー・ガーデン）があり、ヒッピー達はそこで瞑想をした。
そしてLSDが出回り始めるとヒッピー達はLSDによるトリップが宗教的体験、意識拡大をさせるものとしてLSDを「インスタント禅」と呼んで使用した。ステート大学ではLSDについての講演が行われるようになった。
ジェイ・シリンはサンフランシスコ州立大学の学生であったが、1964年にリチャード・アルパートの講演に刺激されLSDを体験する。そして、兄のロン・シリンとともにLSD体験を広めるために、1966年にサイケデリック体験のための本や資料を売る店をヘイト・アシュベリーに開いた。その後この通り沿いには英国や東洋、メキシコの品物を売るエキゾチックな店や24時間営業のレストラン等が立ち並び始め、ますますこの地区の若者の数は増えていった。
ヒッピー達は各地にコミューンを形成し、共同生活を送った（中には自然への回帰を訴えて自給自足の生活を送ろうとしたコミューンもあったが成功例は非常に少なかった）。

##### アシッド・テスト
ケン・エルトン・キージー（Kenneth Elton Kesey, 1935年9月17日 - 2001年10月10日）は自らのLSD体験をもとにして書いた『カッコーの巣の上で』がヒットし、その印税でラ・ホンダに土地を買うと、そこには若者達が集まり始めコミューンが形成された。コミューンは「メリー・プランクスターズ（陽気ないたずら者、Merry Pranksters）」と呼ばれ、ドラッグもフリーでどんな人物（ヘルズ・エンジェルズも出入りしていた）でも出入りしていたため、地元住民と対立していた（後に何度も警察に踏み込まれることになる）。
キージーはサンフランシスコ周辺で「あなたはアシッド・テストにパスできるか？」とのビラを撒き、アシッド・テストを各地で何度も行った。グレイトフル・デッドのジェリー・ガルシアは1回目のアシッド・テストの際にキージーと出会い、キージー達はグレイトフル・デッドを様々な面でバックアップをするようになった。しかし後に、キージーは逮捕を逃れるためにメキシコに去ってしまう。
ティモシー・フランシス・リアリーは「Turn on, Tune in, Drop out（LSDに陶酔して意識を拡張せよ、高次元の意識に同調せよ、体制から脱落せよ）」とのスローガンを掲げ、LSDによる意識革命を進めようとした。このことによりリアリーはマスコミの強い批判を浴びたが、これを逆にうまく利用して自分の計画の宣伝をしたため、リアリーの名は全米に知れ渡ることになった。
しかし、ヒッピー達の教祖的存在となり存在感を増していくリアリーは危険思想であると政府から目を付けられ、1968年ラグナ・ビーチにおいて自動車を運転していたところ、マリファナを使用していたという口実で逮捕されてしまう。リアリーはでっち上げであると訴えたが、その時の同乗者が実際にマリファナやハシシ、LSDを所持していたこと、裁判時にLSDを使用していた 人物による殺人事件が起きてしまい、LSDで有名であるリアリーに対して陪審員のイメージが悪化してしまったことにより有罪判決（連邦法と合わせて懲役20年）を受け、上訴なしに拘留されることになってしまった。しかし、リアリーは拘留先であるサン・ルイス・オビスポにあるカリフォルニア男子西収容所からの脱獄を成功させ、さらに名を馳せることになった。

##### サマーオブラヴ

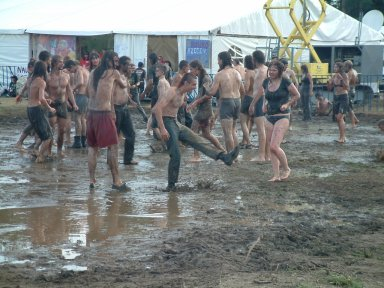
豪雨に見舞われた ウッドストックフェスティバル会場

1967年1月14日、ヒューマン・ビーインの集会が行われた。この集会にはティモシー・フランシス・リアリー等のLSDによる意識革命を訴える者やヒッピーの代表、学生運動家、グレイトフル・デッド等のロックバンド、宗教家、ヘルズ・エンジェルズ等、様々な分野からの参加があり、反体制の大集会となった。
マスコミはこの集会やヘイト・アシュベリーを大々的に報道し、ヒッピーが社会現象となった。ドロップアウトをする若者は激増し、若者はヘイト・アシュベリーを目指した。また、ヘイト・アシュベリーやヒッピーを目的とした観光ツアーも行われた。
ヘイト・アシュベリーの若者の数は増え続け（高校生も目立つようになっていた）、1967年の春には10万人以上となっていた。寝るところや食物が不足し、ゴールデンゲートパークは野宿をする者やゴミで溢れた。
サマー・オブ・ラブ委員会は様々なイベントを企画した。ベトナム戦争への抗議集会や松明を持っての行進やロック・フェスティバル等、各地で様々なイベントが行われ、町全体が舞台と化した。今までのヒューマン・ビーインとは違い、カリスマが観衆を引っ張り、演説をするというよりはそれぞれが集まって、集団として行動するイベントが多くなった。
また、資本主義社会から解放されるために原始共産制のコミューンを作ることを目指したディガーズにより、無料の食料配給が行われ、ホテルの数十室が開放された。
7月にはイベントやヒッピー達を見に来た観光客も大勢押しかけ、歩くことができないほどの大混雑となった。また、この大勢を相手にしたドラッグマーケットも大きくなり、それをめぐっての抗争も激しくなった。
ゴールデンゲートパークには舞台が作られ、グレイトフル・デッドやジャニス・ジョプリン、ジョージ・ハリスン等のロックバンドやジャズバンド等による演奏や詩の朗読、LSD革命の進行やベトナム戦争への反対を主張する演説等、様々なパフォーマンスが行われた。
9月に入ると若者や観光客の数は大きく減った。そして9月21日にはサマーオブラヴ終結の公式の集会が行われ、サマーオブラヴ終結が宣言された。

#### LSDとサイケデリック文化

##### アート

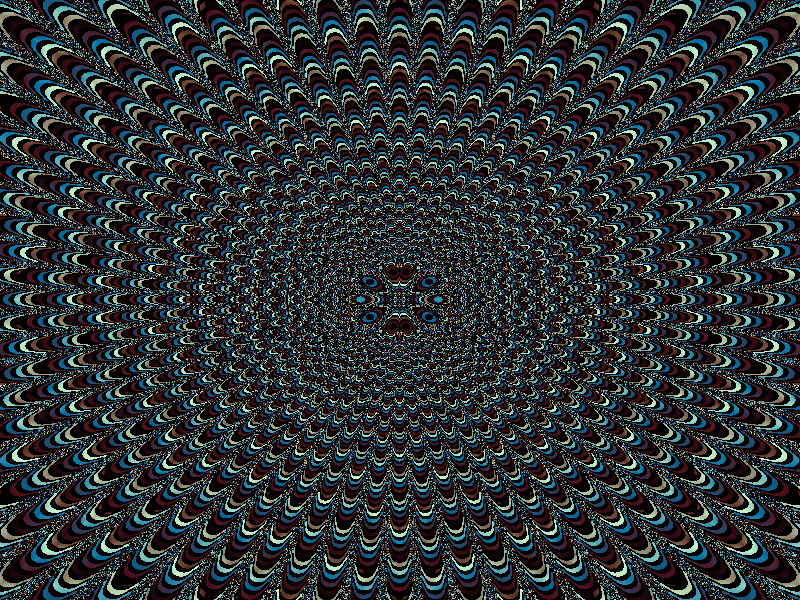
LSDによる幻覚はアートに多大な影響を与えた

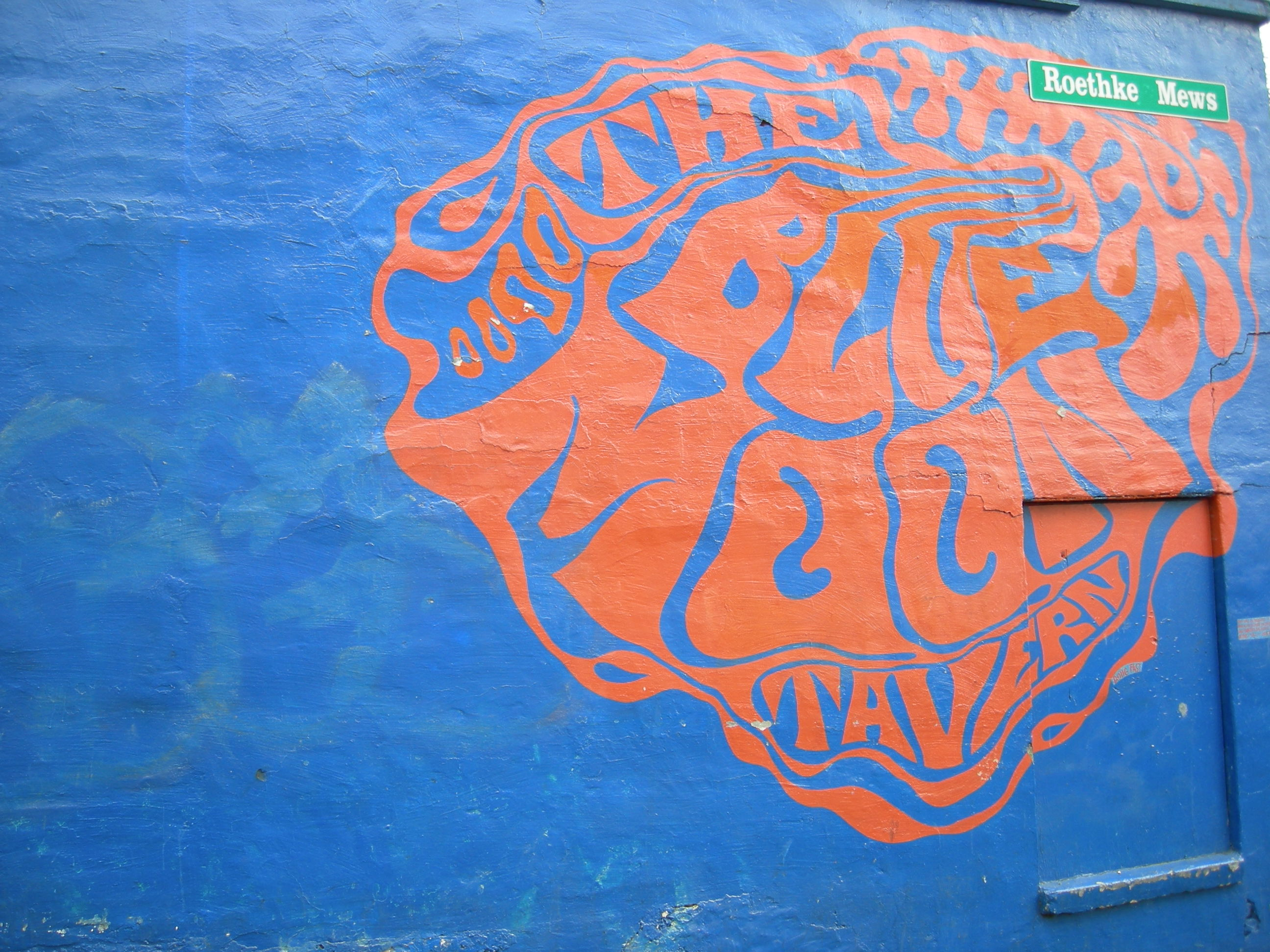
サイケデリック・アートは文字の変形等を特徴とする

1960年代LSDが大衆の間に広まると、LSD摂取時におこる幻覚に影響を受けたアート、サイケデリック・アートが起こった。
LSDを体験した画家180人の調査では、ほとんどの画家がLSD影響下で書いた自分の絵を「技術は損なわれているが、線が大胆になり、色が鮮やかになり、情緒的により拡張されたものである」と評価し、114人が「LSDを体験してからは自分の作品が色をより大胆に使用し、情緒的な深みを獲得し、より熱狂的に創作できるようになった」とLSDが自分の作品に影響を及ぼしたと評価した。
サイケデリック・アートの中でも特にポスターが人気を集めた。このポスターは鮮やかで強烈な色彩、隣の色とぶつかる配色、余白を埋め尽くす装飾的な線やパターン（曼荼羅模様やペイズリー模様等をモチーフとした）、波うち、引き伸ばされて変形された文字等を特色とする。
もともとヘイト・アシュベリーに住んでいたヒッピー達が政治的、宗教的、精神的なメッセージを発信するために手作りでポスターを作ったのが始まりである。そのLSDによる幻覚に影響を受け、既成のポスターの手法に反逆したデザインは非常に斬新なものだった。
ポスターはタイム誌に「サンフランシスコ版アール・ヌーヴォー」と評され、爆発的な人気を集めた。そしてやがてそれらはポスターからファッション（当時の百貨店にはペイズリー柄やサイケデリック風の色彩を施された商品で溢れていた）等へと広がっていき、当時、西海岸で盛んであった前衛映画にも大きな影響を与えた。
ヒッピーは、権力に抵抗する若者の典型的な例として捉え、ファッションとしては長髪にビーズの首飾りをして、極彩色の衣装を身に付け、LSDやマリファナをやっていたが、当初の意味を失い、商業主義的なものに取り入れられていった。「サイケデリックブーム」をマスコミの報道で知った若者達は、サイケデリックを台頭した若者文化のファッションとして受け止め、そしてスリルを求めてヘイト・アシュベリーへと向かった。こうしたサイケデリック・アートやヘイト・アシュベリーへの好奇の目がヘイト・アシュベリーの治安をさらに悪化させ、体制側やマスコミからの攻撃は激しさを増すことになった。
日本でも1967年頃から「サイケ」として流行語となり、日本の若者達もアメリカの若者達に倣い長髪にビーズの首飾りをし、極彩色の衣装を身につけ、ストロボや轟音、多色光線を駆使したディスコ等に屯し、日本各地でアメリカに倣ったロック・フェスティバルを開催した。
しかし、これらはアメリカにおいて「サイケデリック」が知られるようになってから起こったブームのように形だけの適応に過ぎず、日本にはアメリカにおけるようなLSD体験やそれに伴う社会的な断絶は存在していなかった。そのため「サイケ」は単なる流行として非常に短命に終わり、1970年代中頃にはすっかり忘れ去られたものとなってしまった。

##### 音楽

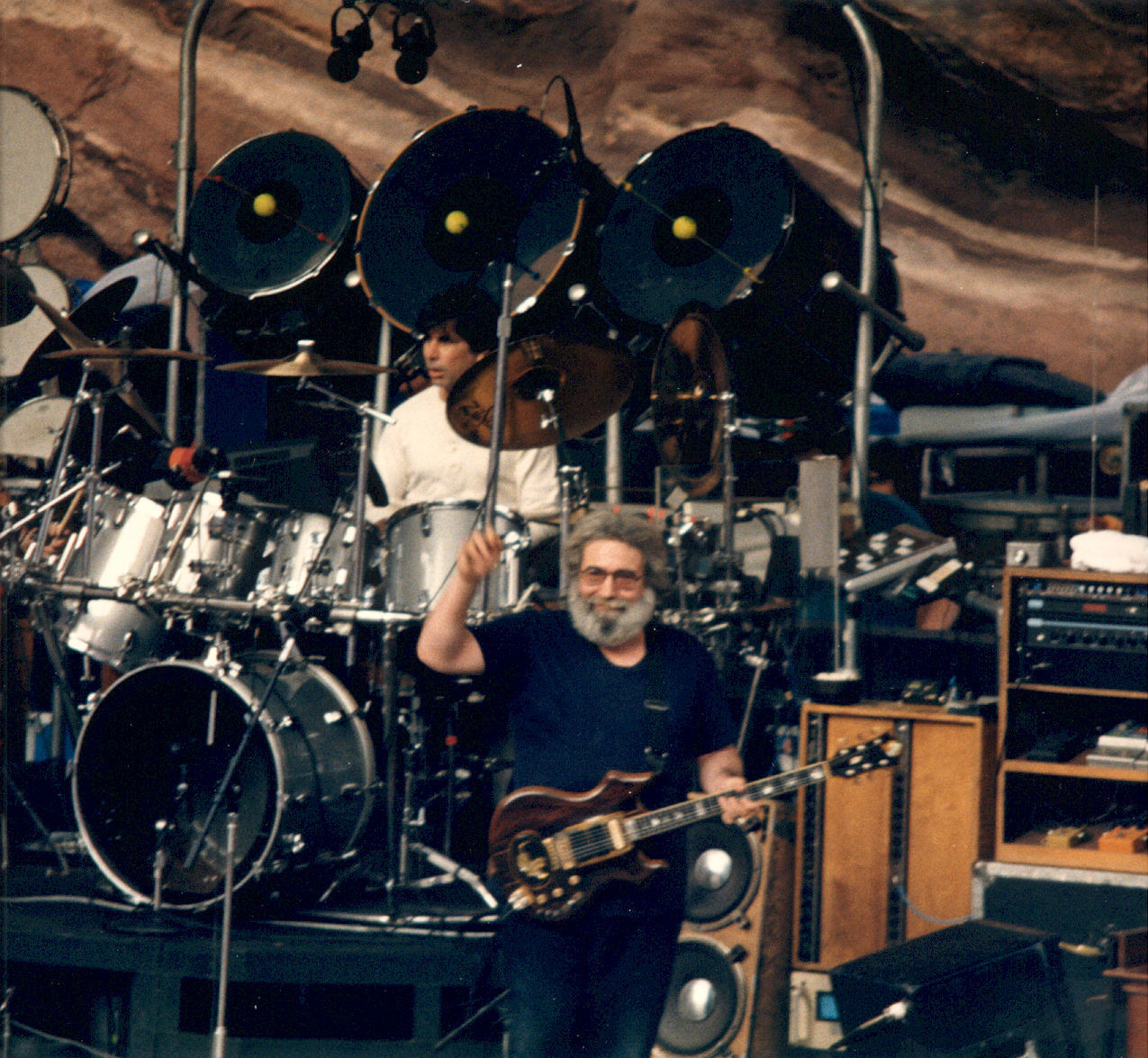
サイケデリック・ロックの中心的バンド、 グレイトフル・デッド(1987)

一般大衆の間に広がったLSDは創造力を増すとしてミュージシャン達にも多用され、LSDを使用したミュージシャンからLSDへの反応として「サイケデリック・ロック」（アシッド・ロックとも呼ばれた）が生み出された。歪み、リバーブが深くかかったギターによる浮遊感溢れ、空間的な音作りや幻想的な歌詞（当初はベトナム戦争への反対やサイケデリック革命等、社会問題を歌詞にしていたが、やがてLSDによる幻覚自体を歌詞とすることが多くなった）等を特徴とする。
サイケデリック・ロックの隆起には音響機器や照明機器の進歩（光が音楽に同調する装置もこの頃に開発された）も大きく関わっていた。これらはアメリカ軍の払い下げ品や横流し品が多く出回っている西海岸が中心であった。
代表的なアーティストと曲として、アムボーイ・デュークス「Journey To the Center of My Mind」やエリック・バードンとアニマルズ「A Girl Named Sandoz」、エレクトリック・プルーンズ「I Had Too Much To Dream Last Night」、キャプテン・ビーフハート・アンド・ヒズマジックバンド「Ah Feel Like Ahcid」、グレイトフル・デッド「Dark Star」、ジェファーソン・エアプレイン「White Rabbit」、ジミ・ヘンドリックス「Purple Haze」「The Stars That Play With Laughing Sam's Dice」、 ドアーズ「The Crystal Ship」、バーズ「Eight Miles High」、ビーチ・ボーイズ「Good Vibration」、ビートルズ「Lucy in the Sky with Diamonds」「Tomorrow Never Knows」「A Day in the Life」、ファンカデリック「Maggot Brain」等（ただし、この中にはLSDについての曲かどうか諸説ある曲も含まれている）が挙げられる。
サイケデリック・ロックは音楽シーンに多大な影響を与え、70年代ロックへと繋がっていくことになった。

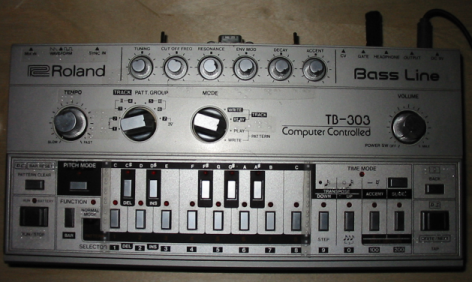
TB-303

1982年、ローランドから発売されたTB-303はベース音色に特化したシンセサイザーとして発売された（兄弟機であるTR-606と同時に使用することでリズムの演奏が可能とされていた）が、当初はベース音色の再現が不十分であるとして不人気機種であった。しかし、TB-303に搭載されたフィルターやシーケンサーによる独特の粘り気のある音色とグルーヴが「アシッド（LSDを指すスラング）の幻覚を思い起こさせる」として一部のミュージシャンが使い始めると、この未知の音は熱狂的に受け入れられ、多くのミュージシャンが挙って使用した。このTB-303を使用したダンス音楽は「アシッド・ハウス」と名づけられ、1980年代後半から世界中で大流行した（TB-303は一転して大人気機種となり、現在ではプレミアム価格がついている）。
世界各地でレイヴが開催され、新たなドラッグ文化を形成すると、ヒッピーによるムーブメントになぞらえて、「セカンドサマーオブラヴ」と呼ばれた。

##### 文学

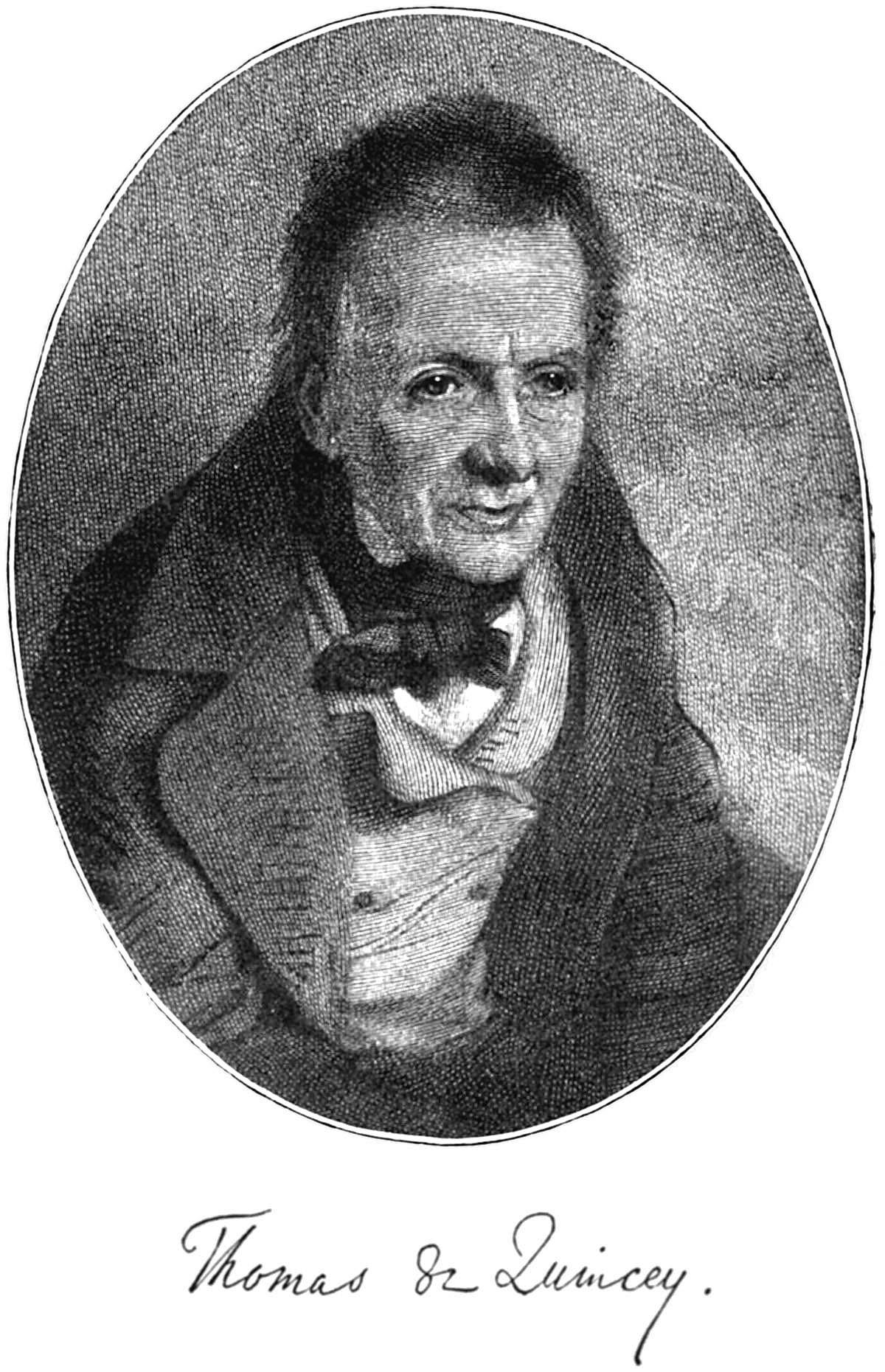
「阿片服用者の告白」を著したトマス・ド・クインシー
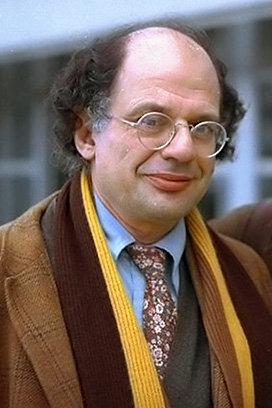
「LSD-25」を創作したアレン・ギンズバーグ
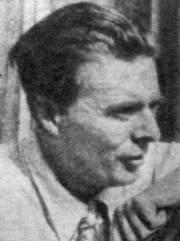
「知覚の扉」を著したオルダス・ハクスリー 臨終の際にもLSDを使用している

歴史上、ヴィクトル・ユゴーやオノレ・ド・バルザックのコーヒー、アルフレッド・ド・ミュッセやポール・ヴェルレーヌのアルコール、ギ・ド・モーパッサンのエーテル、ジャン・ロランのコカイン、テオフィル・ゴーティエやシャルル・ボードレールのハシシ、トマス・ド・クインシーの阿片等、創作上の霊感を得るために薬物や嗜好品を用いた作家、詩人、評論家は少なくない。
LSDの登場はこのような薬物や嗜好品を用いていた文学者に少なからずの影響を与えた。研究用途に限定されて一部の人間しか持てなかったLSDが一般に広まると文学者による体験記がいくつか発表された。
アンリ・ミショー（Henri Michaux, 1899年5月24日 - 1984年10月19日）は『みじめな奇蹟 (Misérable miracle)』などの著作で幻覚剤について言及しているが、『荒れ騒ぐ無限 (L'Infini turbulent)』ではLSDやメスカリン、ハシシによる幻覚を比較し、絵画と文章で表現している。
アーウィン・アレン・ギンズバーグ（Irwin Allen Ginsberg, 1926年6月3日 - 1997年4月5日）は自身のLSD体験を表現した「LSD-25」という詩を発表した。
オルダス・レナード・ハクスリー（Aldous Leonard Huxley, 1894年7月26日 - 1963年11月22日）は著書『知覚の扉』や『天国と地獄』において自身のメスカリンなどの幻覚剤による体験やLSDについて紹介し、「人間は宇宙のどこかで起こったこと等も知覚しているが、その膨大な情報量によって日常生活に支障をきたさないよう、脳や神経は日常生活において特に有益な情報のみを選り抜く『バルブ』の役割を担っている。薬物は脳細胞へグルコースを供給をする酵素の生産を抑制させ、脳や神経とその『バルブ』の働きを低下させるために、今まで知覚できなかった様々な情報、いわゆる幻覚が見えるようになる」という説を展開した。癌を患ったハクスリーは死の直前、妻に「LSD0.1 mgを」と紙に書いて渡し（この時は既にしゃべれなかった）、妻はそれに応えてハクスリーにLSDを注射するとハクスリーは翌日死亡した。これがハクスリーの事実上の遺書となった。
また、LSD体験記だけでなくハクスリーによる「不満や不安な気分になっても飲むと快楽を得られる薬」が登場するディストピア小説として有名な『すばらしい新世界」やケン・エルトン・キージーの復員兵病院の精神科病棟でのアルバイト経験や自身のLSD体験を基にして書いた『カッコーの巣の上で』、トム・ウルフによる当時のヒッピー達やキージー率いる「陽気ないたずら者 (Merry Pranksters)」の、サイケデリックに着色したバスに乗ってLSDをばら撒きながらのアメリカ横断旅行を取材したニュージャーナリズム的なノンフィクション、『クール・クール LSD交感テスト (The Electic Koon-Aid Acid Test)』等、LSD体験を基にした作品からヒッピー文化に題材に求めた作品まで非常に多岐にわたる。

### LSDの終焉
アメリカでは、LSDは1960年代初頭には薬局に置かれるようになっていた。しかし、LSDは具体的な処方法と具体的な効果がはっきりしていない「新種の薬」であった（西欧の薬に対する一般的なコンセプトからはずれるものであった）。そのため、1962年にこのような薬を規制するために「安全性と有効性が条件に合致しない限りはマーケットに出せない」とする旨の法案が提出され、下院を通過した。また、LSDを「実験ドラッグ」と規定することでFDAは使用を研究目的に限定し、一般治療には使用できないようにした。
LSDは強烈な効果を有するために、ひとたび一般大衆の間に広がってしまったことにより服用中の事故が多発したことは当然の結果と言えた（錯乱によって引き起こされた死亡事故がほぼ全てであり、LSD自体の毒性で死亡した例はほとんど報告されていない。ただし、LSDの毒性で死亡したとされる例もその多くは粗悪な密造LSDに入っていた不純物による中毒であると考えられている）。
若者、ヒッピーや反戦・反政府主義者等のLSD使用が報道されると、LSDの有害性を誇張する報道が盛んになされるようになり、LSDを排除しようとする世論が高まってきた。
そして世論を受ける形で1965年にはドラッグ乱用規制修正条項が下院を通過し、LSDの非合法な製造販売は軽犯罪となった。
そのため、サンド研究所は1966年4月に「1943年に開発、発売したLSD-25は現代の精神医学や精神薬理学の研究において特別な意味を有し、世界中の病院、研究所に調査依頼をすることで可能な限りの厳格な注意規定を課すことが出来たが、近年の若者達の濫用の増加やLSDを興味を持つ層に対しての無責任な生産、密売はこの限りでない。さらには1963年以降、LSDに関してのサンド社の特許権は失効した。薬剤に対する正しい研究への認識が深められ、誤った濫用を阻止するためにサンド社が当然行わなければならない事柄として、LSD-25のすべての販売を中止する」というコメントを出し、LSDの販売中止と回収を開始した。
1968年にはドラッグ乱用規制修正条項が修正され、LSDの所持も軽犯罪となり、販売は重罪とされた。その後、世界中でLSDは規制されることとなった（日本では1970年に麻薬に指定された）。
ヘイト・アシュベリーでは「ヒッピーの死」と題する「LSDの葬儀」が行われた。数百人のヒッピーがパレードをした後、シリン兄弟のサイケデリックショップの看板が外され、埋葬された。

### 現在のLSDの状況

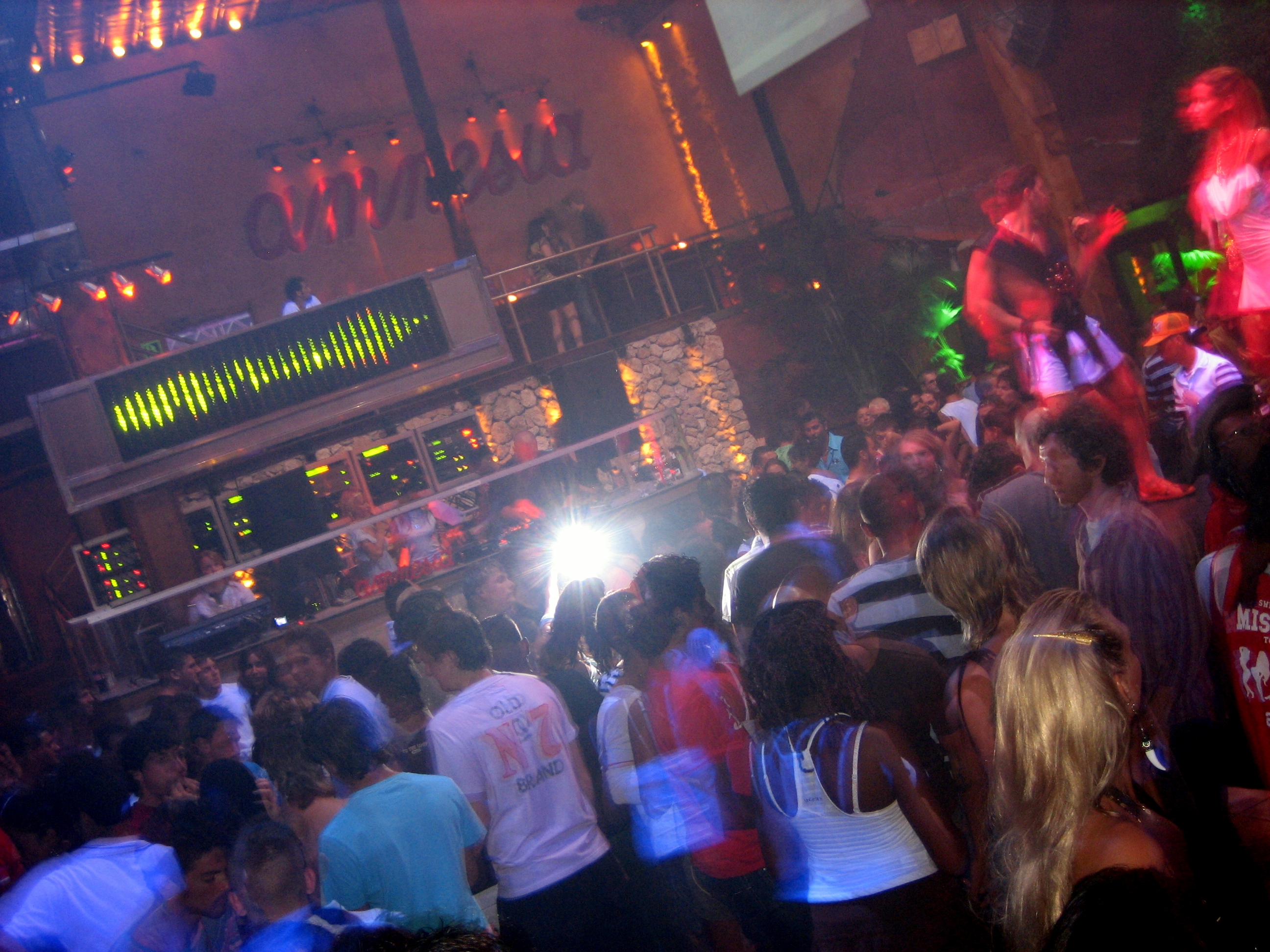
イビザ島のクラブ

世界中で規制され、ヒッピーのムーブメントが去った後、LSDの使用は激減した。
日本では、LSDが麻薬に指定された次の年である1971年においてはLSD事犯が麻薬取締法違反で検挙された人員のうち45.5%を占めるものであったが、1986年においては1.2%にまで減少している。
しかし、1980年代後半にスペインのイビサ島のクラブでプレイされていた楽曲をイギリスのDJ達が本国に持ち帰ったことから起こったセカンドサマーオブラヴのムーブメントや1990年代前半に起こったアシッド・ハウスリヴァイバル等において再びLSDは（多幸系のドラッグとともに）多用されるようになった。現在LSDはクラブで使用されるドラッグとして、覚醒剤や大麻、MDMAと並ぶ地位を確立している。
LSDの多くはアメリカ、ドイツ、スペインで作られており、アメリカで作られたものはイギリスに、ドイツで作られたものはイスラエルに、そしてスペインで作られたものが世界中に流通していると言われている。
また、医療分野においては再びLSDを治療薬として活用するための実験が、NPO組織「幻覚研究協会 (MAPS)」の支援の下、スイスで2008年より始まっている。

## 薬理効果

### 用量
LSDはこれまでに知られている向精神薬の中でも最も強力なものの1つであり（メスカリンの1万倍の作用）、わずか0.001 mgの微量で（砂粒の10分の1ほど）穏やかな多幸感、抑制の解除、高い感応性が生じ、0.05 mgでサイケデリック体験を起こす。作用の強度と深さは0.5 mgまで増加する。これ以上は持続時間が伸びるのみで体験内容に変化が起きることはない。
体内に吸収されたLSDの濃度は10分で最高潮に達し（小腸のみ2時間）、その後急速に降下する。LSDは肝臓と胆嚢を経て腸に至り、80%が排泄され、残りはほぼ全て有機物に分解されてしまう。連続服用しても薬耐性の形成に至るまでの量に比べて効果を得るための常用量が極めて少なく、そのためLSDは中毒性の強い薬物とは区別される。

### 毒性
死亡事例が少ないため、人間の致死量は分かっていない。動物実験の結果、LD50はラットで16.5 mg/kg、ウサギは0.3 mg/kg、ゾウでは0.06 mg/kgである。過量は呼吸麻痺をおこす。また、脳血管に蓄積性に影響を与えることがわかっており、過量投与では脳血管障害により死に至る。過度使用によると推定されている死亡例によれば、LSDの血中濃度から、320 mgのLSDを静脈注射したためだと推定された。
LSDは、染色体に影響を与える、胎児の形成異常を生じさせる、脳に永続的な損傷を与える、と言われることがあり、LSDが禁止されるまでに数多く行われた実験（この時期に書かれたLSDに関する論文は1000本以上、開かれた国際会議は6つ、何十冊もの著作が出版され、投与された患者は4万人にものぼった）で肯定されているとする意見もあるが、現在までのところこれらの遺伝的効果を裏付けるような科学的証拠は得られていない。

### 身体的作用

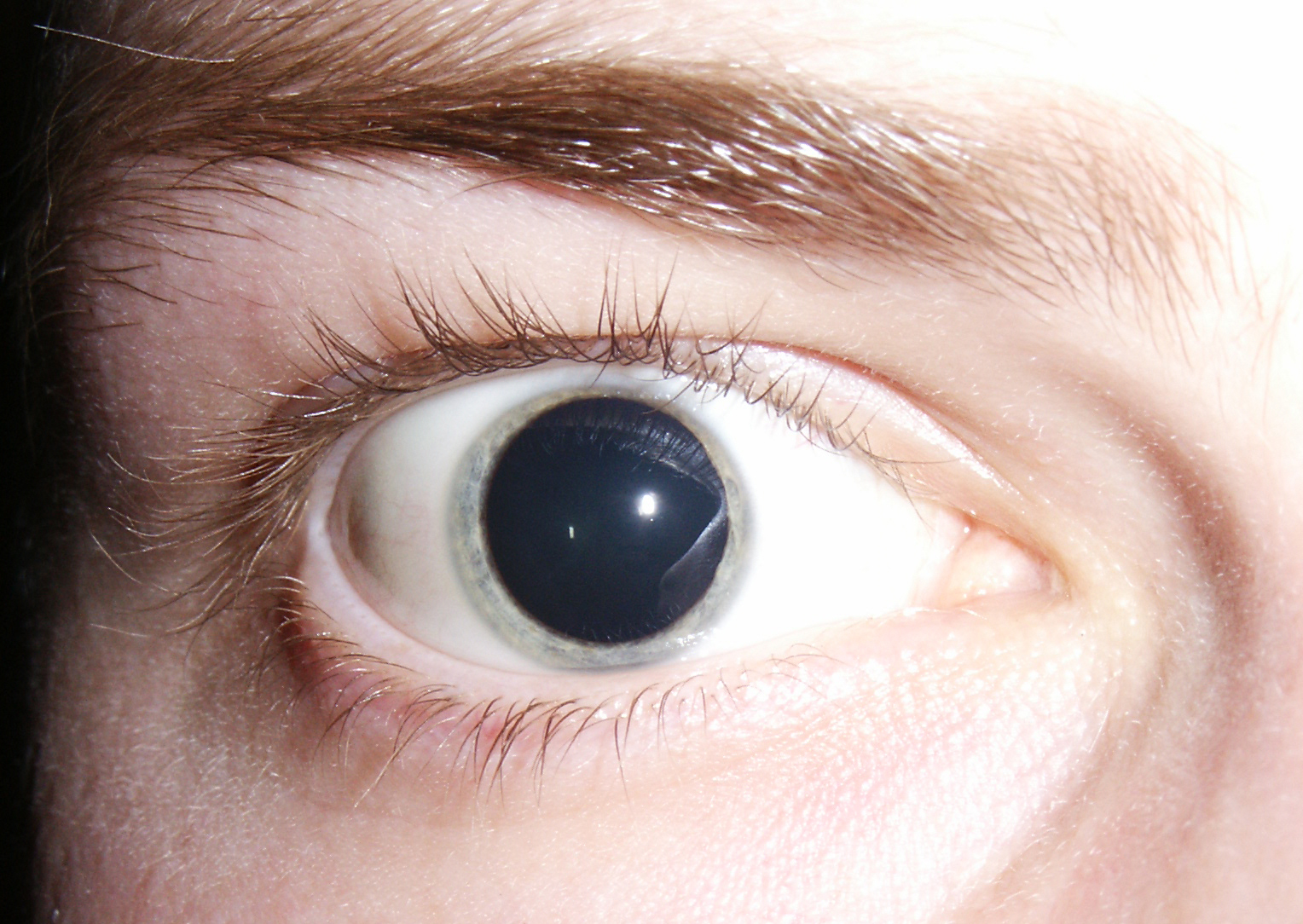
散瞳

LSDを服用すると、精神症状発現前に散瞳、深部反射の亢進、心拍数や血圧や体温の上昇、軽い目眩あるいは吐き気、悪寒、疼き、振戦、緩徐な深い呼吸、食思不振、不眠等、交感神経系の症状が起こる。これらの症状はこれから起こる危機に対して身体を準備する交感神経の活動だと考えられており、使用量の多少に相関しない。ここで起こった身体的作用は発現する精神症状に影響を及ぼすことが多い。
また、子宮収縮作用があるので妊婦は服用に際し注意を払わなければならない。
なお、身体依存は全く無いか、あってもごく僅かとされている。
なぜLSDが幻覚を引き起こすのかについては未だに分かっていない。多くの支持を集め、アルバート・ホフマンも支持をしていたセロトニン阻害説であるが、セロトニンを阻害するもののサイケデリック体験を引き起こさない物質(2-ブロモ-LSD)が存在するために確定的とは言えず、縫線核のセロトニンニューロンの電気活動抑制説も同様に、ニューロン発火を抑制しないもののサイケデリック体験を引き起こす物質（メスカリン）やサイケデリック体験を引き起こさないもののLSD程度にニューロン発火を抑制する物質（リスリド）が存在するために確定的とは言えない。現在では青斑核のノルアドレナリンニューロンの知覚刺激反応を間接的に増強させるため、との説が有力視されており、また最近ではLSDがセロトニン受容体のサブタイプS2に強く働くことが発見され、幻覚発現と何らかの形で関係している可能性がある。

### 精神的作用
LSDを服用した時の非常に多彩な作用は様々な文献を生み出してきた。もし今回が恍惚とした喜びを感じても、次回あるいは次の瞬間には恐怖や悲嘆を感じる可能性もあり、人によっては幻覚や妄想、恍惚が起こる量を使用しても、身体的な不快感を持つだけのこともある。

#### 知覚の変化
特定の知覚が、増幅されたり、鈍化したり、多岐多様な非日常的になる。例えば、
知覚が先鋭化し、遠近の感覚がゆがみ、残像が長引き、視界が揺れて波のようにうねる。色彩はより強烈になり、輪郭はより鋭利になり、音楽はより情感を帯び、そして周囲のものが重大な意味を持つもののように思えてくる。
音楽が視覚化されるとも言われており、ミュージシャンを中心に乱用された事があるのもこのためである。
また、幾何学模様や象徴的な物体が見える。これはLSDの作用により、赤血球等が網膜の毛細血管を流れるときに落とした影が見えることやニューロンが網膜と視覚皮質で放電した結果（眼内閃光と呼ばれる）引き起こされる。
さらには、共感覚（色彩を聞き、音色を見る等）が出現する。

#### 感情の変化
LSDを服用すると、被暗示性が高まり、人の表情や態度、周囲の環境の変化に鋭敏な反応を起こす。感情は日常では経験することがないほどの強さと純粋さを持ち、至福の喜びを感じることがあれば、想像を絶する恐怖にパニックを引き起こすこともあり、効用を特に感じない場合もある。

#### 意識の変化
さらに強く作用した場合、思考や知覚や感情に影響を与え、意識が変化する。記憶を再体験し、夢のようなイメージに自己を投影し、象徴的なドラマを見る。古代の儀式や歴史上の出来事、神話の世界に自分が登場していると感じることもある。また、自分と周囲との境界が完全に溶解し、動物や物、宇宙全体と同一化したように感じられる。宗教的または哲学的な妄想はこのレベルまで深化したときに起こることが多い。

### リスク

#### パニック反応
LSD服用者はトリップにより、固定された強い感情反応や思考の歪曲（被害妄想や自分が発狂したまま戻れないという不安等）、万能感の空想や非人間的な宇宙への溶け込みの妄想（自分が救世主であり、あらゆる能力を持っているという妄想や自分が宇宙あるいは生命の起源と融合しているという妄想等）が引き起こされ、無謀な行動や自傷行為に走ってしまうケースがあり、LSD服用による死亡例の大多数はこのようなケースにおいて事故死や自殺に至ってしまったものである。また、トリップ後の抑鬱や幻覚、狂気への恐怖が自殺を引き起こすこともある。

#### フラッシュバック
LSDの使用をやめたにも拘らず、通常の生活において突然、LSD影響下で体験された感情や知覚が数秒から数分あるいは数時間蘇ることがある。質的にはLSDによるトリップと何ら変わることはなく、視覚や時間間隔の変容、身体症状、自我境界の喪失、強い感情体験が引き起こされる。これはフラッシュバックと呼ばれる現象である。
LSD使用者の2割がフラッシュバックを経験し、その内4割がフラッシュバックに恐怖を感じ、3割は多幸感を味わう。
フラッシュバックは情緒的なストレス状況や自我の働きが変容している時、疲労やマリファナ等による酩酊状態、トリップ時と似た状況に対峙したときに起きやすい。
フラッシュバックの有無や頻度、作用時間は様々であるが、一般的には時間とともに量も強さも減少し、数ヶ月も経てば滅多に起きなくなる。
幻覚剤持続性知覚障害（HPPD）とは、DSMにおけるこの名称の後ろに「（フラッシュバック）」とあるように、フラッシュバックである。HPPDでは現実検討は障害されないためそれが幻覚であることの自覚があり、診断基準Aにより色や動きに関する視覚的なものであり、診断基準Bにより、著しい苦痛や社会的な機能の障害を伴う場合である。

## 法規制の状況

### 日本
LSDは1970年より麻薬及び向精神薬取締法による取締りの対象となり、非営利目的であった場合、輸出・輸入、施用は1年以上10年以下の拘禁刑、譲受・譲渡、所持、使用は7年以下の拘禁刑となる。営利目的であった場合、輸出・輸入、施用は1年以上の有期拘禁刑、情状により500万円以下の罰金を併科、譲受・譲渡、所持、使用は10年以下の拘禁刑、情状により300万円以下の罰金を併科される。
また1991年より、薬物犯罪に対する国際的な協力への対応を主な目的とし、薬物犯罪収益の剥奪等を定めた国際的な協力の下に規制薬物に係る不正行為を助長する行為等の防止を図るための麻薬及び向精神薬取締法等の特例等に関する法律の適用対象ともなった。

### 中国
LSDは刑法各則第6章第7節により規制されており、販売や密造や輸出入等、行為内容自体よりも取扱量により罰則が違う点に特色がある（使用に関しては行政処分はあるものの刑法上の処罰はない）。取扱量が極少量であった場合は3年以下の懲役、罰金を併科、情状により3年以上7年以下の懲役、罰金を併科となる。取扱量が少量であった場合は7年以上の懲役となり、罰金を併科される。取扱量が大量であった場合、または逮捕される際に武装して抵抗した場合、麻薬犯罪組織の首謀者または国際的麻薬犯罪組織に関わっていた場合は15年の懲役または無期懲役もしくは死刑となり、財産を没収される。

### アメリカ
アメリカでは連邦法や州法等、様々な法が存在するために運用は複雑であるが（例えば1967年当時、アリゾナ州の州法ではLSDの所持は1年以下の懲役もしくは1000ドル以下の罰金または併科、使用は初犯の場合は1年以下の懲役または1000ドルの罰金、累犯の場合は1年以上10年以下の懲役もしくは5000ドルの罰金または併科、売買は1年以上15年以下の懲役もしくは10000ドル以下の罰金または併科となっていた。これに対しミシシッピ州の州法では所持と製造は1回目の場合は2年以上5年以下の懲役と2000ドル以下の罰金、2回目の場合が5年以上10年以下の懲役と2000ドル以下の罰金、3回目以上の場合は10年以上20年以下の懲役と2000ドル以下の罰金、売買は初犯の場合は5年以上10年以下の懲役と2000ドル以下の罰金、累犯の場合は終身刑、ただし売買相手が未成年者であった場合は最高で終身刑と20000ドル以下の罰金となっていた）、LSDは1970年に規制物質法のスケジュール1、「濫用の可能性があり、かつ医学的用途のない薬物」に分類された。

### イギリス
LSDは1971年薬物乱用法においてクラスAに定められている。所持は7年以下の懲役もしくは無制限の罰金、または併科となり、売買や生産は最高で終身刑もしくは無制限の罰金、または併科となる。

### オーストラリア
オーストラリアには連邦法や州法等、様々な法が存在するために運用は複雑であるが、LSDは薬物及び毒物の画一的分類基準においてスケジュール9、「研究用途に限定され、使用、所持、販売や譲渡、製造は一切禁止される薬物」に分類されている。

### カナダ
LSDは規制薬物及び物質法おいてスケジュール3に分類されている。所持、使用は3年以下の懲役、略式起訴による場合は、初犯は1000ドル以下の罰金もしくは6ヵ月以下の懲役または併科、累犯の場合は2000ドルの罰金もしくは1年以下の懲役または併科となる。施用、売買、輸出入または営利目的の所持は10年以下の懲役、略式起訴による場合は18ヵ月以下の懲役となる。